# Chủ nghĩa vị lợi
Chủ nghĩa vị lợi, hay chủ nghĩa công lợi còn gọi là thuyết duy lợi hay thuyết công lợi (tiếng Anh: Utilitarianism) là một triết lý đạo đức, một trường phái triết học xã hội và cũng đóng vai trò quan trọng trong ngành khoa học kinh tế. Chủ nghĩa này cho rằng hành động tốt nhất là hành động đạt được một cách cao nhất những gì được cho là hữu ích, lợi ích chung cho tất cả những người có liên quan. "Lợi ích" được định nghĩa theo nhiều cách khác nhau, thường là theo thuật ngữ "hạnh phúc của các sinh vật sống", như là con người hay các động vật khác. Jeremy Bentham, người đặt nền móng cho chủ nghĩa vị lợi, mô tả "lợi ích" như tất cả những gì làm hài lòng chúng ta xuất phát từ hành động, không gây ra đau đớn cho bất kì ai liên quan.
Chủ nghĩa vị lợi là một hình thức khác của chủ nghĩa hệ quả hay hệ quả luận (consequentialism), thuyết này tuyên bố rằng kết quả của bất kì hành động nào là tiêu chuẩn duy nhất để đánh giá sự đúng và sai của hành động đó. Không giống như các hình thức khác của thuyết hệ quả, như là chủ nghĩa vị kỉ (egoism), chủ nghĩa vị lợi cho rằng lợi ích của tất cả mọi người là công bằng. Những người ủng hộ chủ nghĩa vị lợi đã không hoàn toàn đồng ý với nhau trong một số điểm. Mỗi cá nhân nên hành động theo lợi ích (Chủ nghĩa vị lợi hành động) hay, mỗi người nên tuân theo những quy tắc đạo đức (Chủ nghĩa vị lợi quy tắc) Lợi ích được tính như tổng cộng (Chủ nghĩa vị lợi tổng cộng) hay trung bình (Chủ nghĩa vị lợi trung bình).
Mặc dù mầm mống tư tưởng của học thuyết này đã xuất phát từ những triết gia hưởng lạc (hedonist) như Aristippus và Epicurus, những người xem hạnh phúc là điều tốt duy nhất, nhưng nguồn gốc của chủ nghĩa vị lợi thực sự bắt đầu với Bentham, bao gồm John Stuart Mill, Henry Sidgwick, R. M. Hare và Peter Singer. Học thuyết này được ứng dụng trong việc giải quyết phúc lợi xã hội, nạn đói trên thế giới, đạo đức trong việc chăm sóc động vật và sự cần thiết để tránh những thảm họa toàn cầu trong nhân loại. Nếu lợi ích đạt được nhiều hơn cái giá phải trả, thì sẽ được coi là một động thái hợp với luân thường đạo lý, còn không thì sẽ đi ngược lại với đạo lý.

## Nguyên từ
Chủ nghĩa Bentham, triết học vị lợi do Jeremy Bentham sáng tạo ra, được sửa đổi một cách đáng kể bởi người kế nhiệm ông, John Stuart Mill, cũng là người làm cho thuật ngữ " chủ nghĩa vị lợi " ("Utilitarianism") phổ biến. Trong năm 1861, Mill thừa nhận trong một chú thích rằng, mặc dù "ông ấy tin rằng mình là người đầu tiên đã làm cho từ ngữ "người vị lợi"("utilitarian") được thông dụng, nhưng ông không sáng tạo ra nó. Ông sử dụng nó như một từ được mô tả trong cuốn tiểu thuyết "Annals of the Parish" năm 1821 của John Galt". Mill dường như đã không biết rằng Bentham đã sử dụng thuật ngữ "người vị lợi" ("utilitarian") trong bức thư gửi đến George Wilson năm 1781 và bức thư gửi đến Étienne Dumont năm 1802.

## Bối cảnh
Tầm quan trọng của hạnh phúc như một mục đích của con người đã được nhận ra từ rất lâu. Chủ nghĩa khoái lạc đã được Aristippus và Epicurus phát triển; Aristotle tuyên bố rằng hạnh phúc là điều tuyệt vời nhất của con người và Augustine viết rằng " tất cả mọi người đều có chung một ham muốn duy nhất, đó là Hạnh phúc". Hạnh phúc cũng được tìm hiểu sâu hơn bởi Aquinas. Có rất nhiều sự khác nhau trong thuyết hệ quả cũng đã tồn tại trong thời Cổ đại và Trung cổ, như là thuyết hệ quả nhà nước (state consequentialism) của Mặc gia hay là triết học chính trị của Niccolò Machiavelli.
Thuyết hệ quả của Mặc gia ủng hộ những đạo đức tốt của cộng đồng bao gồm sự ổn định chính trị, sự phát triển dân số, sự giàu có, nhưng không ủng hộ quan điểm của "người theo chủ nghĩa vị lợi" về sự tối đa hạnh phúc cho mỗi cá nhân. Machiavelli cũng là người theo thuyết hệ quả. Ông tin rằng các hành động của một Quốc gia, dù cho độc ác hay tàn nhẫn đến mức nào, cũng luôn phải xây dựng hướng đến một cộng đồng tốt đẹp. Chủ nghĩa vị lợi như một phong trào đạo đức riêng biệt chỉ mới được biết đến vào thế kỉ 18.

Mặc dù Chủ nghĩa vị lợi thường được cho là bắt đầu với Jeremy Bentham, nhưng từ sớm hơn đã có những nhà tư tưởng đại diện cho những học thuyết nổi bật tương tự. Trong tác phẩm "An Enquiry Concerning the Principles of Morals", David Hume viết:
| “ | Trong tất cả các quyết định của Đạo đức, trường hợp của lợi ích cộng đồng này đã từng là một vấn đề chính trong quan điểm; và bất cứ nơi nào phát sinh ra tranh chấp, kể cả trong triết học hay cuộc sống thường ngày, liên quan đến giới hạn của bổn phận, câu hỏi không thể, dù ở nghĩa nào, được giải quyết bằng cách nào chắc chắn hơn là xác định, ở tất cả các góc độ, niềm hứng thú của con người. Nếu có bất cứ tư tưởng nào sai, được ủng hộ khi xuất hiện, đã được suy xét để chấp nhận; ngay cả khi những kinh nghiệm khác và những lý do hợp lý hơn đưa đến cho chúng ta những quan điểm chính đáng hơn về các vấn đề con người, chúng ta rút lại những suy nghĩ đã có, và điều chỉnh lại ranh giới đạo đức giữa tốt và xấu." | ” |

Hume đã nghiên cứu các tác phẩm và trao đổi với nhà triết học khai sáng Francis Hutcheson, người đầu tiên giới thiệu cụm từ chủ nghĩa vị lợi quan trọng. Trong tác phẩm "An Inquiry into the Original of Our Ideas of Beauty and Virtue"(1725), Hutcheson phát biểu rằng khi phải lựa chọn một hành động đúng đắn nhất thì mức độ của một hành động đạo đức sẽ tỉ lệ thuận với số lượng người mà một hành động cụ thể đem hạnh phúc tới cho họ. Theo cách nghĩ này, mức độ của một hành động xấu xa và tội lỗi sẽ tỉ lệ với số lượng người mà hành động đó gây đau khổ. Hành động tốt nhất là hành động đạt tới hạnh phúc cao nhất cho số lượng người lớn nhất và hành động tồi tệ nhất là hành động gây ra những đau khổ quá lớn.
Trong 3 phiên bản đầu tiên của cuốn sách, Hutcheson cũng đề cập tới nhiều công thức toán học khác nhau "... để định được mức độ đạo đức của các hành động khác nhau". Về vấn đề này, Hutcheson đã đưa ra những tư tưởng về những phép toán định lượng mức độ thỏa mãn trước Bentham.

Một số giả thuyết cho rằng John Gay đã phát triển hệ thống lý luận đầu tiên về đạo đức của người theo chủ nghĩa vị lợi. Trong tác phẩm "Concerning the Fundamental Principle of Virtue or Morality"(1731), Gay tranh luận rằng:
| “ | Hạnh phúc, hạnh phúc cá nhân, là điều đúng đắn hay mục đích cuối cùng trong tất cả hành động của chúng ta... Mỗi hành động cụ thể có thể được nói là có những lý do riêng hay bất thường của nó ...(nhưng)... vẫn hướng đến hay nên hướng tới một cái gì đó xa hơn; như là một điều hiển nhiên, từ đó một người có thể hỏi và dự đoán một lý do tại sao tất cả chúng ta đều theo đuổi hạnh phúc: bây giờ hỏi lý do cho bất kì hành động nào hay sự truy cầu hạnh phúc, cũng chỉ là hỏi về mục đích của nó: nhưng để dự đoán một lý do, tức là một mục đích, cái mà được gán cho mục đích cuối cùng, là vô lý. Để hỏi tại sao tôi theo đuổi hạnh phúc, sẽ phải thừa nhận rằng không thể có câu trả lời nào khác ngoại trừ việc giải thích thuật ngữ đó. | ” |

Sự truy cầu hạnh phúc được đưa ra trong một các giải thích cơ bản về Thần học:
| “ | Bây giờ nó là hiển nhiên từ sự sáng tạo của Chúa trời, tức là, Chúa trời tự cảm thấy hạnh phúc trong bản thân Ngài mãi mãi, và lòng tốt của Chúa trời thể hiện trong tác phẩm của Ngài, rằng Ngài đã không tạo ra bất kì thứ gì khác ngoài niềm hạnh phúc của loài người; và vì vậy Chúa trời muốn họ được hạnh phúc; vì vậy ý nghĩa của hạnh phúc của họ: vì vậy thái độ của tôi, mà có thể là ý nghĩa về hạnh phúc trong bản tính loài người, nên là điều này... vì vậy lòng mong muốn của Chúa trời là một tiêu chuẩn Đạo đức tức thời, và hạnh phúc của con người là tiêu chuẩn về lòng mong muốn của Chúa trời; và vì vậy hạnh phúc của loài người có thể được gọi là tiêu chuẩn của Đạo đức, nhưng có lần nó bị lấy đi...(và)... tôi sẽ làm bất cứ điều gì trong năng lực của mình để cổ vũ hạnh phúc của con người. | ” |

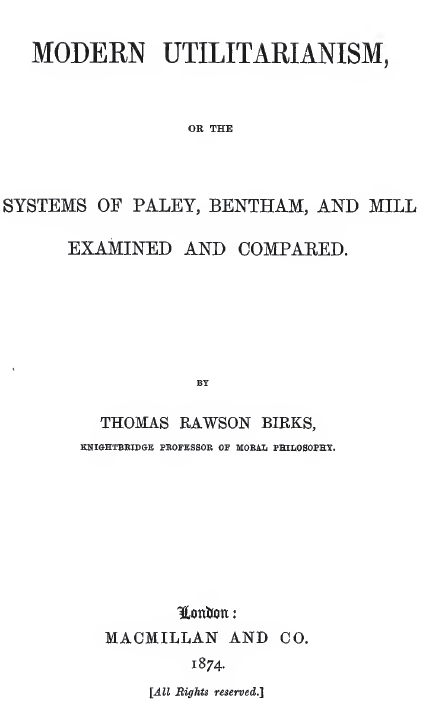
Chủ nghĩa thực tế hiện đại của Thomas Rawson Birks 1874

Chủ nghĩa vị lợi thần học của Gay được phát triển và phổ biến bởi William Paley. Paley không phải là nhà tư tưởng khai phá và phần triết học trong di sản của ông về Đạo đức là " một tập hợp tư tưởng được phát triển bởi những người khác và được giảng dạy cho sinh viên hơn là được thảo luận giữa các nhà chuyên môn. " Tuy nhiên, Cuốn sách của ông "The Principles of Moral and Political Philosophy" (1785) là một giáo trình được yêu cầu tại trường Cambridge và Smith nói rằng Giáo trình của Paley "đã từng được biết nhiều tới trong các trường Cao đẳng Mỹ như những học sinh tập đọc và tập đánh vần các tác phẩm của William McGuffey và Noah Webster trong các trường tiểu học."
Mặc dù, hiện nay triết học của ông đã hầu như bị quên lãng trên đấu trường Triết học, Schneewind viết rằng "Chủ nghĩa vị lợi lần đầu tiên trở nên phổ biến tại Anh thông qua các tác phẩm của William Paley." Hiện nay, những dấu ấn bị quên lãng của Paley có thể được đánh giá từ tựa đề tác phẩm của Thomas Rawson Birks xuất bản năm 1874 "Modern Utilitarianism or the Systems of Paley, Bentham and Mill Examined and Compared". Ngoài việc lặp lại quan điểm cho rằng hạnh phúc như là một mục đích được chôn sâu trong bản tính tự nhiên của Chúa trời, Paley cũng thảo luận các quy luật. Ông viết:
| “ | ... Các hành động được đánh giá bởi khuynh hướng của nó, bất cứ cái gì có lợi là đúng. Chính sự hữu ích của các tiêu chuẩn đạo đức tạo nên nghĩa vụ của nó. Nhưng đối với tất cả điều này dường như chắc chắn có sự phản đối. Như là, nhiều hành động là hữu ích nhưng không ai cho nó là đúng. Ví dụ, có những trường hợp, việc giết người là hữu ích.... Câu trả lời cho điều này sẽ là, sau tất cả, những hành động như vậy là không hữu ích và vì vậy riêng hành động đó là không đúng. Để xem xét quan điểm này một cách hoàn hảo hơn, chúng ta buộc phải thấy rằng những kết quả tồi tệ từ các hành động có hai mặt, đặc biệt và bình thường. Một kết quả xấu đặc biệt của một hành động, là một sự phiền phức mà một hành động gây ra trực tiếp và ngay tức thì. Một kết quả xấu thông thường của một hành động là, sự không tuân theo những quy tắc thông thường cái mà hữu ích và cần thiết... Bạn không thể chấp nhận một hành động và ngăn cấm một hành động khác nếu không chỉ ra được điểm khác biệt giữa hai hành động đó. Như vậy, các hành động cùng một loại phải luôn được chấp nhận hay ngăn cấm. Tại điểm đó, vì vậy, sự chấp nhận tất cả các hành động sẽ gây ra các mối nguy hại, chúng ta cần đưa ra và hỗ trợ các Luật ngăn cản hoàn toàn chúng. | ” |

## Chủ nghĩa thực tế cổ điển

### Jeremy Bentham

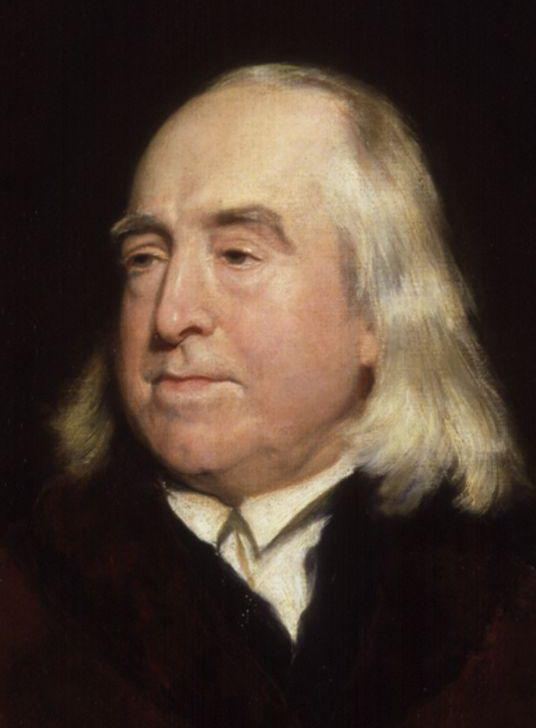
Jeremy Bentham.

Cuốn sách của Bentham, An Introduction to the Principles of Morals and Legislation, được in năm 1780 nhưng không được xuất bản cho đến tận năm 1789. Có lẽ Bentham được khích lệ trong việc xuất bản sau khi ông thấy sự thành công của Paley với tác phẩm "The Principles of Moral and Political Philosophy". Cuốn sách của Bentham không thành công ngay lập tức  nhưng tư tưởng của ông được lan truyền rộng rãi hơn khi Pierre Étienne Louis Dumont dịch một số bản thảo chọn lọc của Bentham sang tiếng Pháp. Tác phẩm Traité de legislation civile et pénale được xuất bản năm 1802 và sau đó được dịch trở lại ra tiếng Anh bởi Hildreth thành The Theory of Legislation, mặc dù vào khoảng thời gian đó một phần lớn các tác phẩm của Dumont đã được dịch lại và gộp vào ấn bản của Sir John Bowring về các tác phẩm của Bentham, được xuất bản thành từng phần từ năm 1838 đến năm 1843.

Những tác phẩm của Bentham mở đầu với một phát biểu về nguyên tắc của sự hữu ích:
| “ | Thiên nhiên đã đặt nhân loại dưới sự quản trị của hai kẻ có quyền lực tối cao, nỗi đau và sự sung sướng. Chỉ có duy nhất những điều này chỉ cho ta nên làm những gì .... Nguyên tắc chính của sự hữu ích là nó ủng hộ hay không ủng hộ của mỗi hành động bất kể khuynh hướng của nó có thể làm tăng hoặc giảm niềm hạnh phúc của một nhóm người mà niềm hứng thú của họ vẫn là một câu hỏi: hay, tất cả những gì giống như vậy nhưng có tên gọi khác ủng hộ hay chống lại niềm hạnh phúc đó. Tôi nói về mọi hành động bất kể nó là gì, và vì vậy không chỉ riêng đối với hành động của từng cá thể tư nhân mà còn là mọi biện pháp của một chính phủ. | ” |

Trong Chương VI, Bentham giới thiệu một phương pháp tính giá trị của sự sung sướng và nỗi đau đớn, cái mà được biết như là phương pháp tính toán hưởng lạc. Bentham cho rằng giá trị của sự sung sướng và nỗi đau đớn, xét theo chính nó, có thể được tính toán dựa trên dựa trên cường độ, thời gian, sự chắc chắn/không chắc chắn và mức độ gần/xa. Thêm vào đó, chúng ta cần xem xét "Khuynh hướng của bất kỳ hành động mà từ đó nó được tạo ra" và, vì vậy, tính toán được những hành động được đẻ ra từ đó, hay khả năng nó có thể được những ấn tượng cùng loại theo sau và tính nguyên thủy của nó, hay khả năng nó không được những ấn tượng của loại đối nghịch theo sau. Cuối cùng, cần xem xét mức độ, số lượng người bị ảnh hưởng bởi hành động đó.
Có lẽ biết rằng Hutcheson về sau đã từ bỏ các công thức cho việc tính toán hạnh phúc tuyệt đối vì " chúng trở nên không hữu ích và bị một số độc giả phản đối", Bentham quả quyết rằng, không có gì lạ thường hay không xác đáng về phương pháp của ông, vì "Trong tất cả điều này không có gì ngoại trừ thực tế trong bản tính con người, bất cứ ở đâu họ có một cái nhìn rõ ràng về niềm hứng thú của họ, là hoàn toàn phù hợp."
Rosen cảnh báo rằng việc mô tả Chủ nghĩa vị lợi có thể "ít giống với những nhà theo chủ nghĩa vị lợi thời kì đầu như Bentham và J. S. Mill" và có thể "là một phiên bản thô hơn của chủ nghĩa vị lợi hành động được hình thành vào thế kỉ 20 như một người nộm bị tấn công và bị loại bỏ." Thiệt là sai lầm khi nghĩ rằng Bentham không quan tâm đến các quy tắc. Tác phẩm còn phôi thai của ông liên quan đến các nguyên tắc của pháp luật và phương pháp tính toán hưởng lạc được giới thiệu bằng những từ "sự sung sướng và tránh nỗi đau khổ là những mục đích mà người lập pháp nhắm tới." Trong Chương VII, Bentham nói rằng: " Công việc của Chính phủ là để thúc đẩy hạnh phúc của xã hội, bằng cách trừng phạt và khen thưởng... Theo tỷ lệ khi một hành động có xu hướng quấy rầy đến hạnh phúc đó, theo tỷ lệ khi xu hướng của hành động đó là nguy hiểm, nó sẽ tạo ra đòi hỏi để trừng phạt."
Vì vậy, câu hỏi được đặt ra là khi nào, liệu rằng, nó có thể hợp pháp để vi phạm Luật. Điều này được xem xét trong tác phẩm "The Theory of Legislation", theo đó Bentham phân biệt giữa những cái hại cấp thứ nhất và cấp thứ 2. Những cái hại của cấp thứ nhất là những hậu quả ngay lập tức. Những cái hại của cấp thứ hai là khi hậu quả lan ra khắp cộng đồng gây ra tình trạng "cảnh báo" và "nguy hiểm".
| “ | Đúng là có một vài trường hợp, nếu chúng ta tự hạn chế trong những ảnh hưởng của cấp đầu tiên, sẽ không thể chối câi được điều có lợi có ưu thế hơn điều bất lợi. Nếu những hành vi phạm tội chỉ được xem xét dưới góc nhìn này, thì sẽ rất khó khăn để gán bất kì lý do hợp lý nào cho việc đánh giá sự chặt chẽ của Pháp luật. Mọi thứ phụ thuộc vào tính xấu xa của cấp thứ hai; nó là việc gán cho hành động này tính phạm pháp và đưa ra những hình phạt cần thiết. Chúng ta hãy lấy ví dụ những ham muốn vật chất về việc ăn uống. Hãy cho là có một người ăn xin, đang rất đói, ăn cắp một ổ bánh mì từ một gia đình giàu có, điều này có thể giúp cho anh ấy không chết đói, và chúng ta có thể so sánh điều lợi mà người ăn xin có được với điều hại mà người giàu có phải chịu không?.... Không phải điều gây hại trong cấp đầu tiên cần đưa tới những hành động về những việc phạm pháp, mà là điều gây hại của cấp thứ hai. | ” |

### John Stuart Mill
Mill được dạy dỗ như một người thuộc trường phái triết học Bentham với ý định rõ ràng rằng ông sẽ tiếp tục phát triển Chủ nghĩa vị lợi. Tác phẩm "Utilitarianism" của Mill xuất hiện lần đầu tiên như chuỗi ba bài báo liên tiếp trên tạp chí Fraser's Magazine và được tái bản như một cuốn sách vào năm 1863

#### Những sự thỏa mãn cao hơn và thấp hơn
Mill hoàn toàn từ chối một phương pháp định lượng dành cho "sự hữu ích" và nói:
| “ | Nó hoàn toàn phù hợp với quy tắc đạo đức của sự hữu ích để nhận ra một thực tế, một vài sự thỏa mãn thì được mong đợi hơn và có giá trị hơn so với những cái khác. Thiệt là vô lý khi, trong việc ước lượng tất cả những cái khác, chất lượng lại được xem xét ngang bằng số lượng, còn sự ước lượng sự thỏa mãn chỉ căn cứ vào số lượng. | ” |

Mill chú thích rằng, trái với những gì các nhà phê bình của nó có thể nói, "không có thuyết nào của trường phái Epicurean được biết tới mà không đề cập đến sự thỏa mãn của trí tuệ.... Một giá trị cao hơn nhiều về sự thỏa mãn so với các sự thỏa mãn khác đến từ ngũ quan.". Tuy nhiên, ông chấp nhận đây là bình thường vì sự thỏa mãn về trí tuệ được cho là có những lợi ích không thể chối cãi được, tức là nó có giá trị lâu bền hơn, an toàn, vô giá,...". Thay vào đó, Mill tranh luận rằng một vài sự thỏa mãn về bản chất là tốt hơn những cái còn lại.
Những lời buộc tội rằng Chủ nghĩa hưởng lạc là "Học thuyết chỉ dành cho những con lợn" có một lịch sử lâu dài. Trong tác phẩm Nicomachean Ethics (Quyển 1 chương 5), Aristotle nói rằng chấp nhận một cuộc sống tốt đẹp đi cùng với một cuộc sống hưởng thụ là thích một cuộc sống phù hợp với những con thú. Những nhà chủ nghĩa vị lợi thần học có một lựa chọn khác khi cho rằng việc theo đuổi sự hạnh phúc là tuân theo ý muốn của Chúa trời; những người vị lợi hưởng lạc cần một sự biện hộ khác. Tiếp cận của Mill là để tranh luận rằng sự thỏa mãn của trí tuệ về bản chất là cao cấp hơn sự thỏa mãn về vật chất.
| “ | Một số ít người sẽ chấp nhận trở thành các loài động vật hạ cấp, vì họ hướng tới sự thỏa mãn một cách cao nhất những ham muốn của loài vật. Không có bất kì người thông minh nào sẽ bằng lòng làm kẻ ngu dốt, không có bất kì người được giáo dục nào chấp nhận trở thành một người ngu dốt, không một người nào có cảm xúc và lương tâm chịu sống ích kỉ và hạ đẳng, kể cả khi họ được thuyết phục rằng những kẻ ngu dốt, đần độn, bất lương sẽ hài lòng hơn với cuộc sống của họ.... Là một người có đẳng cấp cao đòi hỏi nhiều yêu cầu hơn để đạt được hạnh phúc, có thể phải chịu đựng nhiều hơn những nỗi đau nhất thời, và chắc chắn dễ bị ảnh hưởng bởi nó tại nhiều điểm hơn so với những người hạ đẳng; nhưng mặc dù gặp những trở ngại này, họ không bao giờ mong rằng mình bị hạ thấp xuống nơi mà họ cho là thuộc về những kẻ hạ đẳng... Thà làm một người đau khổ thì tốt hơn làm một con vật sung sướng; làm một Socrates không hài lòng vẫn hơn là một kẻ đần độn thỏa mãn. Và nếu kẻ ngu dốt, hay con lợn có ý kiến khác, là do họ chỉ biết khía cạnh riêng của họ về câu hỏi đặt ra... | ” |

Mill tranh luận rằng nếu những con người "biết một cách rõ ràng" về hai thỏa mãn, thích một cái hơn cái còn lại thậm chí nếu nó đi kèm theo nhiều bất mãn hơn và "sẽ không từ chối nó để đổi lấy bất kể số lượng của sự thỏa mãn còn lại", thì nó là đúng để cho rằng thỏa mãn đó có chất lượng tốt hơn. Mill nhận ra rằng những "vị thẩm phán có đủ khả năng" này không phải lúc nào cũng đồng tình với nhau, và tuyên bố rằng, trong trường hợp có tranh chấp, những phán quyết theo số đông được chấp nhận như kết quả cuối cùng. Mill cũng thừa nhận rằng "Nhiều người có yêu cầu sự thỏa mãn cao hơn, đôi khi, dưới ảnh hưởng của những dục vọng xấu, hoãn chúng để nhận những thỏa mãn thấp hơn. Nhưng điều này cũng hoàn toàn phù hợp với sự đánh giá đầy đủ về tính ưu việt nội tại của thỏa mãn cao hơn."
Mill nói rằng sự lôi cuốn này đối với những người đã trải qua những sự thỏa mãn liên quan là không khác biệt với những gì chắc chắn sẽ diễn ra khi đánh giá số lượng của sự thỏa mãn, vì không có cách nào khác để đo sự đau đớn nhất giữa hai nỗi đau, hay sự sung sướng nhất của hai sự thỏa mãn." "Không thể nào tranh luận rằng khả năng hưởng thụ của một sinh vật sống là thấp, có một cơ hội lớn nhất cho phép họ thỏa mãn một cách đầy đủ nhất; và một sinh vật ở đẳng cấp cao hơn sẽ luôn cảm thấy mọi hạnh phúc mà nó có thể mong đợi, là không hoàn hảo."

#### Chứng minh của Mill về nguyên tắc của lợi ích
Trong Chương 4 của tác phẩm "Utilitarianism", Mill xem xét chứng minh nào có thể đưa ra cho nguyên tắc của lợi ích. Ông nói:
| “ | Bằng chứng duy nhất khả thi cho một vật thể có thể được nhìn thấy, là mọi người có thể nhìn thấy nó. Bằng chứng duy nhất của một âm thanh có thể nghe thấy, là mọi người có thể nghe thấy nó. Tương tự như vậy, Tôi nhận ra rằng, Bằng chứng duy nhất khả thi cho bất kì điều gì được yêu thích, là mọi người thật sự thích nó... Không có lý do lý giải việc những hạnh phúc bình thường được yêu thích, ngoại trừ lý do rằng một người, tin tưởng vào mức độ nó có thể đạt được, mong muốn hạnh phúc của anh ấy... Chúng ta không chỉ có những bằng chứng được thừa nhận, mà còn có bằng chứng cho việc cần thực hiện nó, rằng hạnh phúc là một điều tốt: nghĩa là hạnh phúc của mỗi người là một lợi ích đối với anh ta, và một hạnh phúc bình thường, vì vậy, là một điều tốt đối với toàn bộ tất cả mọi người. | ” |

Có một số ý kiến cho rằng Mill đang đưa ra một số quan điểm sai lầm. Ông bị cho là đã phạm phải tư tưởng sai lầm tự nhiên (naturalistic fallacy), vì ông đang cố gắng suy luận những gì con người nên làm từ những gì họ làm trong thực tế; sự sai lầm về khái niệm (fallacy of equivocation), vì ông chuyển từ sự kiện rằng một cái gì được ham muốn, tức là nó có thể được ham muốn, rồi đưa ra kết luận nó được ham muốn, tức là nó nên được ham muốn; và sai lầm thành phần (fallacy of composition), vì sự kiện là con người mong muốn hạnh phúc riêng của họ không có nghĩa là toàn bộ tất cả mọi người đều thích hạnh phúc đó.
Những lời chỉ trích này bắt đầu xuất hiện trong suốt cuộc đời Mill, ngay sau khi tác phẩm "Utilitarianism" được xuất bản, kéo dài hơn một thế kỉ, mặc dù ý kiến đa số đã thay đổi gần đây. Những lý luận bảo vệ quan điểm của Mill chống lại cả ba lời cáo buộc trên, với mỗi chương cho một lời cáo buộc, có thể đọc được trong tác phẩm "Necip Fikri Alican's Mill's Principle of Utility: A Defense of John Stuart Mill's Notorious Proof" (1994). Đây là tác phẩm đầu tiên và cũng là tác phẩm duy nhất, một tác phẩm lớn trong vấn đề bảo vệ quan điểm của Mill. Tuy nhiên, những điều sai lầm bị cáo buộc trong bằng chứng tiếp tục thu hút sự chú ý hàn lâm trong các bài viết trên tạp chí và các chương sách.
Hall và Popkin  bảo vệ Mill chống lại những lời chỉ trích khi đề cập đến việc ông bắt đầu Chương 4 bởi một khẳng định rằng "Câu hỏi về mục đích tuyệt đối không cần phải thừa nhận các chứng cứ, trong sự chấp nhận thông thường của các thuật ngữ." và rằng đây là "bình thường đối với tất cả những nguyên tắc đầu tiên". Theo Hall và Popkin, vì vậy, Mill không nỗ lực để "khẳng định rằng những gì con người yêu thích là có thể được yêu thích mà chỉ nỗ lực để làm cho các nguyên tắc có thể chấp nhận được.". Những bằng chứng của Mill đang đề cập "chỉ bao gồm một vài sự xem xét mà Mill nghĩ có thể thuyết phục một người trung thực và tỉnh táo chấp nhận chủ nghĩa vị lợi."
Having claimed that people do, in fact, desire happiness, Mill now has to show that it is the only thing they desire. Mill anticipates the objection that people desire other things such as virtue. He argues that whilst people might start desiring virtue as a means to happiness, eventually, it becomes part of someone's happiness and is then desired as an end in itself.
Đã tuyên bố rằng con người, trong thực tế, mong muốn sự hạnh phúc, Mill buộc phải chứng minh rằng hạnh phúc là điều duy nhất con người mong muốn. Mill cũng thấy trước những tranh biện rằng con người cũng mong muốn một cuộc sống đức hạnh. Mill nói rằng khi con người bắt đầu ham muốn đạo đức như một ý nghĩa của hạnh phúc, cuối cùng, đạo đức trở thành một phần của hạnh phúc con người và vì vậy mong muốn một cuộc sống đức hạnh không vì bất kì điều gì khác.
| “ | Nguyên lý của sự lợi ích không có nghĩa là bất cứ điều gì mang đến sự thỏa mãn, ví dụ âm nhạc, hay bất kì cái gì giúp chúng ta tránh sự đau đớn, ví dụ như sức khỏe tốt, được xem là phương tiện đưa tới cái gì đó gọi chung là hạnh phúc, và con người mong muốn cái lợi ích đó. Chúng được ham muốn và có thể được ham muốn trong và vì chính nó; bên cạnh việc là phương tiện, chúng còn là một phần của mục đích. Đạo đức, dựa theo chủ nghĩa vị lợi, không mang bản chất tự nhiên và cơ bản của mục đích, nhưng nó có thể trở nên như vậy; và trong những con người yêu đạo đức một cách tha thiết thì đạo đức trở thành một mục đích, được yêu mến và nâng niu, không phải là một phương tiện để tìm hạnh phúc, mà là một phần hạnh phúc của họ. | ” |

| “ | Chúng ta có thể gửi những lời giải thích mà chúng ta cảm thấy hài lòng với "sự thiếu thiện chí này"; chúng ta có thể cho rằng nó là sự tự hào; một cái tên có thể được đưa ra một cách tùy tiện cho những cảm xúc tôn trọng nhiều nhất và cảm xúc tôn trọng ít nhất trong bản tính con người; chúng ta có thể cho rằng nó là tình yêu tự do và sự độc lập cá nhân, một sự khêu gợi lên một trong những cách hiệu quả nhất cho việc khắc sâu nó vào tâm trí đối với những người theo phái khắc kỉ; đối với tình yêu quyền lực, hay tình yêu sự phấn khích, cả hai điều này đã gộp vào và tạo nên nó: nhưng tên gọi thích hợp nhất của nó là "một thái độ bình tĩnh", cái mà con người sở hữu nó ở hình thức này hay hình thức khác, và trong một vài hình thức, mặc dù không hoàn toàn chính xác, tỷ lệ với khả năng của họ, và cái mà là một phần rất cần thiết của hạnh phúc của những điều đó thì rất mạnh trong một số người, không có gì xung đột với nó, ngoài trừ trong một vài khoảnh khắc, một đối tượng gây nên sự ham muốn ở họ. | ” |

## Sự phát triển trong thế kỉ 20

### Chủ nghĩa vị lợi lý tưởng
Khái niệm chủ nghĩa vị lợi lý tưởng được sử dụng lần đầu tiên bởi Hastings Rashdall trong tác phẩm "The Theory of Good and Evil" xuất bản năm 1907, nhưng khái niệm này thường được cho gắn liền với G. E. Moore. Trong tác phẩm "Ethics"(1912), Moore bác bỏ một chủ nghĩa vị lợi thuần tính hưởng lạc và tranh luận rằng có một loạt các giá trị có thể được tối đa hóa. Chiến lược của Moore là chứng minh rằng thật không đúng về mặt trực giác khi cho rằng sự thỏa mãn là những điều tốt duy nhất. Ông khẳng định rằng:
| “ | Liên quan đến cách nói của chúng ta, ví dụ, rằng một thế giới không có gì tồn tại ngoại trừ sự thỏa mãn – không kiến thức, không tình yêu, không có sự cảm thụ cái đẹp, không có những giá trị đạo đức - chắc chắn chưa phải là tốt hơn về mặt bản chất - việc tạo ra những giá trị tốt hơn - chỉ cung cấp về mặt số lượng của những sự thỏa mãn sẽ không tốt bằng một thế giới có đầy đủ các giá trị trên cùng với sự thỏa mãn. Cũng liên quan đến cách chúng ta nói, thậm chí nếu tổng số sự thỏa mãn của mỗi người là hoàn toàn bằng nhau, thì thực tế rằng tất cả các sinh vật của loài sở hữu nhiều tri thức trên nhiều lĩnh vực và hoàn toàn hãnh diện với kiến thức đó thì đẹp và có lòng trắc ẩn trong thế giới của họ, trong khi không có sinh vật nào trong các loài còn lại sở hữu những giá trị trên, thì chúng ta không có lý do gì cho việc thích loài trước hơn loài sau. | ” |

Moore thừa nhận rằng không thể chứng minh trường hợp này, nhưng ông cho rằng nó rất rõ ràng về mặt trực giác rằng thậm chí nếu sự thỏa mãn đat được là bằng nhau thì thế giới có chứa những giá trị như cái đẹp và tình yêu sẽ là một thế giới tốt hơn. Ông cũng nói thêm rằng, nếu một người có quan điểm trái ngược với điều này thì "Tôi nghĩ rằng người ấy chắc chắn sai lầm."

### Chủ nghĩa thực tế hành động và chủ nghĩa thực tế nguyên tắc
Giữa thế kỉ 20, một số nhà triết học tập trung vào nguyên tắc của những người theo Chủ nghĩa thực tế. Có một điều được mọi người chấp nhận là chúng ta cần có những nguyên tắc để giúp bản thân lựa chọn những hành động đúng vì các vấn đề của việc dự đoán các kết quả trong từng và tất cả các cơ hội sẽ hầu như chắc chắn làm cho chúng ta hầu như chọn một phương án thấp hơn so với một phương án tối ưu. Paley đã chứng minh được việc ứng dụng các nguyên tắc và Mill nói:
| “ | Nó là một giả thuyết buồn cười khi cho rằng, nếu con người được cho rằng quan tâm đến sự hữu ích như là một bài sát hạch đối với đạo đức, họ sẽ mãi mãi không bao giờ đi đến sự đồng thuận về những cái gì là hữu ích, và sẽ không tìm ra cách để đưa ra những quan điểm của họ trong việc giáo dục thế hệ trẻ, và buộc phải dùng dùng pháp luật và ý kiến... để xem xét nguyên tắc của đạo đức như một việc có thể cải thiện, đó là một vấn đề; để hoàn toàn vượt qua những sự khái quát hóa trung gian, và cố gắng kiểm tra một cách trực tiếp hành động của từng cá nhân bởi nguyên tắc đầu tiên, là một vấn đề thứ hai... Nếu cho rằng hạnh phúc là một mục tiêu và mục đích của đạo đức, không có nghĩa là không có con đường nên được tuân theo để đạt được mục đích đó... Không một ai tranh cãi rằng nghệ thuật dẫn đường không phải được tìm thấy trong ngành thiên văn học, vì các thủy thủ không thể chờ đợi để tính toán một niên giám Hàng Hải(the Nautical Almanack). Là một sinh vật có lý trí, các thủy thủ ra biển với một lộ trình đã được tính toán trước; và tất cả các sinh vật lý trí bước ra biển đời với những suy nghĩ chuẩn bị cho những câu hỏi giữa đúng và sai. | ” |

Tuy nhiên, Chủ nghĩa thực tế nguyên tắc đưa ra nhiều vai trò quan trọng của các nguyên tắc. Những vai trò này được cho rằng sẽ bảo vệ thuyết này từ một số lời chỉ trích gay gắt, những vấn đề chính liên quan đến công lý và việc tôn trọng lời hứa. Trong suốt những năm 1950 và 1960, các bài báo được xuất bản có cả ủng hộ và đả kích một hình thức mới của Chủ nghĩa thực tế, và thông qua việc tranh luận về học thuyết này, tên gọi Chủ nghĩa thực tế nguyên tắc ra đời. Trong lời giới thiệu đến một tuyển tập của những bài báo này, các nhà biên tập có thể nói: "Sự phát triển của học thuyết này là một quá trình biện chứng của sự chuẩn bị một cách chi tiết, sự chỉ trích, sự đáp trả và tiếp tục chuẩn bị chi tiết hơn nữa; những bằng chứng cho quá trình này mô tả một cách chính xác sự phát triển từ nhiều phía của một học thuyết triết học."
Smart và McCloskey ban đầu dùng những thuật ngữ Chủ nghĩa thực tế "vượt mức"("extreme") và Chủ nghĩa thực tế "giới hạn"("restricted") nhưng cuối cùng tất cả đều đồng thuận sử dụng thuật ngữ Chủ nghĩa thực tế "hành động"("act") và Chủ nghĩa thực tế "nguyên tắc"("rule").
Sự khác biệt cơ bản giữa Chủ nghĩa thực tế hành động và nguyên tắc là việc xác định có hay không một hành động là hành động đúng đắn. Chủ nghĩa thực tế hành động cho rằng một hành động là đúng nếu nó tối đa hóa được những lợi ích; Chủ nghĩa thực tế nguyên tắc cho rằng một hành động là đúng nếu nó dựa vào những nguyên tắc đảm bảo tối đa hóa những lợi ích.

Trong năm 1956, Urmson xuất bản một bài báo gây nhiều ảnh hưởng. Bài báo này tranh luận rằng Mill đã giải thích những nguyên tắc trong nguyên lý cơ bản của Chủ nghĩa thực tế. Từ đó trở về sau, các bài báo đã tranh luận sự giải thích này của Mill. Có thể, không quan trọng khi Mill đã rất cố gắng đề chứng minh và vì vậy những chứng cứ trong những tác phẩm của ông không tránh khỏi sự lẫn lộn. Bộ sưu tập của Mill được xuất bản năm 1977 có một bức thư mà ông viết:
| “ | Tôi đồng ý với bạn rằng phương pháp tốt nhất của việc kiểm tra các hành động từ những kết quả của hành động đó, là kiểm tra các hành động từ những kết quả hiển nhiên của một hành động cụ thể, và không sử dụng những kết quả hiển nhiên đó nếu mọi người có hành động như nhau. Nhưng, phần quan trọng nhất, việc xem xét những gì sẽ diễn ra nếu như mọi người hành động tương tự nhau, là những phương tiện duy nhất chúng ta có để phát hiện ra xu hướng của hành động trong một trường hợp cụ thể. | ” |

Điều này dường như làm nghiêng cán cân theo hướng cho rằng Mill là một người theo chủ nghĩa thực tế hành động.
Một vài sách giáo khoa trường học và ít nhất một ban kiểm tra tại Anh Quốc  đưa ra một sự phân biệt rõ rang hơn giữa Chủ nghĩa thực tế nguyên tắc mạnh và Chủ nghĩa thực tế nguyên tắc yếu. Tuy nhiên, không có sự rõ ràng này trong các sách giáo khoa tại các trường Đại học chuyên về văn học.
Đã từng có những cuộc tranh luận rằng Chủ nghĩa thực tế nguyên tắc thất bại hoàn toàn trước Chủ nghĩa thực tế hành động, vì dù có bất kì nguyên tắc nào, trong trường hợp phá bỏ Luật để làm được những việc hữu ích, các nguyên tắc có thể được sửa đổi bằng cách thêm một số nguyên tắc phụ để giải quyết những trường hợp được xem là ngoại lệ. Điều này sẽ đúng cho tất cả các trường hợp ngoại lệ, và vì vậy các "nguyên tắc" có bao nhiêu trường hợp ngoại lệ thì có bấy nhiêu nguyên tắc phụ được thêm vào, điều này, về mặt mục đích, làm cho các nhà kinh tế có thể làm bất kì điều gì để tạo ra lợi ích cho mình..

### Chủ nghĩa thực tế hai cấp độ
Trong tác phẩm "Principles" xuất bản năm 1973) R. M. Hare chấp nhận rằng Chủ nghĩa thực tế nguyên tắc thất bại trước Chủ nghĩa thực tế hành động nhưng tuyên bố rằng đây là kết quả cho phép các nguyên tắc "trở nên đặc thù như chúng ta mong muốn". Ông tranh luận rằng một trong những lý do chính cho việc giới thiệu Chủ nghĩa thực tế nguyên tắc là để tạo ra công bằng đối với những nguyên tắc chung mà mọi người cần cho việc giáo dục đạo đức và phát triển nhân cách và ông cũng đề cập rằng "Sự khác biệt giữa Chủ nghĩa thực tế hành động và Chủ nghĩa thực tế nguyên tắc có thể được chỉ ra bởi việc giảm những nguyên tắc đặc thù, tức là, tăng những nguyên tắc chung.":14 Điểm khác biệt này giữa một "Chủ nghĩa thực tế nguyên tắc đặc thù"(Chủ nghĩa thực tế nguyên tắc thất bại trước Chủ nghĩa thực tế hành động) và "Chủ nghĩa thực tế nguyên tắc chung" hình thành những yếu tố cơ bản về Chủ nghĩa thực tế hai cấp độ của Hare..
Khi chúng ta "đang đóng vai Chúa hay người quan sát lý tưởng", chúng ta dùng một hình thức đặc biệt, và chúng ta sẽ cần làm điều này khi chúng ta quyết định những gì là những nguyên tắc chung để dạy và thực hành theo. Khi chúng ta đang "cố gắng khắc sâu" những bài học đạo đức hay trong những hoàn cảnh mà thành kiến trong bản tính con người dường như ngăn cản chúng ta thực hiện những tính toán chính xác, thì chúng ta nên ứng dụng nhiều hơn chủ nghĩa thực tế nguyên tắc thông thường.

Hare tranh luận rằng, trong thực tế, hầu hết mọi lúc, chúng ta nên tuân theo những nguyên tắc chung::17
| “ | Một người nên chấp nhận những nguyên tắc chung, cái mà các bài học đạo đức của nó là vì những điều tốt đẹp nhất; sự nguy hiểm có thể đến dễ dàng hơn, trong các tình huống thực tế đạo đức, từ việc nghi ngờ những nguyên tắc này hơn là việc tuân thủ nó một cách chặt chẽ, nếu những tình huống này không quá bất thường; kết quả của việc tính toán quá chi ly cho những lợi ích đạt được có thể không, bất kể người thường hay người ngu dốt, dẫn tới những lợi ích lớn nhất. | ” |

Trong tác phẩm "Moral Thinking" xuất bản năm 1981, Hare mô tả 2 dạng "vượt mức". Những "thiên thần cao cấp"("archangel") là những người được tưởng tượng có kiến thức hoàn hảo về các tình huống và không có thành kiến cá nhân hay không có sự yếu đuối và luôn luôn suy nghĩ phê phán một cách đạo đức để quyết định điều đúng đắn phải làm; những "người lao động tay chân thấp kém"("prole") cũng là một nhân vật tưởng tượng người hoàn toàn không có khả năng suy nghĩ phê phán và không có khả năng nào khác ngoài trừ những suy nghĩ đao đức một cách bản năng, cần thiết trong cuộc sống buộc phải tuân theo những nguyên tắc đạo đức chung mà học được dạy hoặc học thông qua khả năng bắt chước. Không thể có những người là "Thiên thần cấp cao" và những người khác là "người lao động tay chân thấp kém", mà đúng hơn là "Tất cả chúng ta có những đức tính đó tại những giới hạn và cấp độ khác nhau và tại những thời điểm khác nhau."
Hare không xác định khi nào chúng ta nên nghĩ như một "Thiên thần cấp cao" và khi nào nên nghĩ như một "người lao động tay chân thấp kém" vì điều này sẽ, trong bất kì trường hợp nào, tùy thuộc vào mỗi người. Tuy nhiên, Những suy nghĩ phê phán một cách đạo đức hỗ trợ và ảnh hưởng hơn là suy nghĩ bản năng đạo đức. Suy nghĩ phê phán một cách đạo đức tạo ra, và nếu cần thiết, thay đổi những nguyên tắc đạo đức thông thường. Chúng ta cũng cần đến những suy nghĩ phê phán khi cố gắng giải quyết những tình huống đặc biệt hay trong những trường hợp các nguyên tắc đạo đức bản năng đưa ra những lời khuyên trái ngược nhau.

### Chủ nghĩa thực tế ham muốn
Chủ nghĩa thực tế ham muốn(Preference utilitarianism) được nhắc đến lần đầu tiên vào năm 1977 bởi John Harsanyi trong tác phẩm "Morality and the theory of rational behavior",  ", nhưng Chủ nghĩa thực tế ham muốn được biết tới nhiều hơn bởi các nhà tư tưởng như R. M. Hare, Peter singer và Richard Brandt.
Harsanyi tuyên bố rằng học thuyết của ông là dựa vào tư tưởng của các nhà triết học khác: Adam Smith, người đánh đồng quan điểm đạo đức với sự công bằng nhưng với một góc nhìn cảm tính hơn; và Kant, người khẳng định các tiêu chí về tính phổ quát, có thể được mô tả như các tiêu chí về sự tác động qua lại lẫn nhau; tiếp theo là những người theo chủ nghĩa thực tế cổ điển, những người biến việc làm lợi tối đa cho xã hội thành các tiêu chí cơ bản của đạo đức; và cuối cùng là "các học thuyết hiện đại về hành vi liều lĩnh và bất chấp mang tính Lý trí, thường được mô tả như "học thuyết quyết định Bayesian"("Bayesian decision theory") ".:42
Harsanyi phản đối Chủ nghĩa thực tế hưởng lạc vì nó lệ thuộc vào tâm lý lạc hậu khi nói rằng chắc chắn những điều chúng ta làm xuất phát từ việc tối đa hóa sự thỏa mãn và giảm thiểu một cách thấp nhất những đau đớn. Ông cũng phản đối Chủ nghĩa thực tế lý tưởng vì "Chắc chắn là sai khi một quan sát mang tính thực nghiệm cho rằng mục đích duy nhất của con người trong cuộc sống là để có 'một trạng thái tinh thần về các giá trị nội tại'.":54
Theo Harsanyi, "Chủ nghĩa thực tế ham muốn là một hình thức duy nhất của chủ nghĩa thực tế phù hợp với các nguyên lý triết học quan trọng về sự quyết định tự chủ các ham muốn. Từ đó, tôi đưa ra một nguyên lý rằng, trong việc quyết định những gì là tốt và những gì là xấu cho một cá nhân, tiêu chí quan trọng nhất là những ước mơ và ham muốn của người đó.":55
Harsanyi cũng thêm hai điều cần lưu ý. Thứ nhất, Con người đôi khi có những ham muốn vô lý. Để giải quyết vấn đề này, Harsanyi phân biệt giữa ham muốn "rõ ràng" và ham muốn "đúng". Ham muốn "rõ ràng" là những ham muốn "biểu hiện thông qua những hành vi bên ngoài của một người, bao gồm những ham muốn do niềm tin sai lầm, hay do không phân tích kĩ lưỡng, hay do những cảm xúc quá mạnh tại một thời điểm lấn át những quyết định của Lý trí" trong khi Ham muốn "đúng" là "những ham muốn một người sẽ có nếu người đó có tất cả những thông tin thực có liên quan, luôn luôn suy nghĩ một cách kĩ lưỡng nhất có thể, và tinh thần người đó phải trong một tình trạng thuận lợi nhất để đưa ra những lựa chọn được suy xét kĩ lưỡng.":55 Ham muốn "đúng" là điều mà Chủ nghĩa thực tế ham muốn muốn đạt tới.

Một cảnh báo thứ hai là những ham muốn chống lại xã hội, như là ham muốn tận hưởng sự đau đớn của người khác(sadism), tánh ghen tị và bất mãn xã hội, buộc phải bị loại trừ. Harsanyi đi đến kết luận này khi tuyên bố rằng những ham muốn này loại trừ một phần những người đó ra khỏi một cộng đồng có đạo đức:
| “ | Đạo đức của những người theo Chủ nghĩa Thực tế biến tất cả chúng ta trở thành thành viên của một cộng đồng có đạo đức chung. Một người mà có cách hành xử bênh hoạn đối với những người khác vẫn là thành viên của cộng đồng này, nhưng không phải với tất cả tính cách của anh ta. Những hành vi chống đối cộng đồng của anh ta buộc chúng ta phải loại bỏ quyền thành viên của anh ta, và không cần phải khoan dung khi điều này xuất phát từ định nghĩa của về lợi ích xã hội.:56 | ” |

## Một vài nhánh khác của Chủ nghĩa Thực tế

### Chủ nghĩa thực tế bị động
Trong tác phẩm "The Open Society and its Enemies" (1945), Karl Popper tranh luận rằng những nguyên lý "sự thỏa mãn ở mức tối đa" nên được thay thế bằng những nguyên lý "sự giảm thiểu thấp nhất nỗi đau". Ông nghĩ "Điều đó là không thể thậm chí nguy hiểm khi cố gắng đạt lấy sự thỏa mãn một cách tối đa hay hạnh phúc cho mọi người", vì một nỗ lực như vậy sẽ dẫn tới chế độ một Đảng (totalitarianism). Ông tuyên bố rằng:
| “ | Từ quan điểm đạo đức, sẽ không có sự cân bằng giữa nỗi đau khổ và sự hạnh phúc, hay sự đau đớn và sự thỏa mãn... Cụ thể, những người đói khổ sẽ kêu gọi lòng nhân đạo để cứu vớt họ, trong khi đó sẽ không có lời kêu gọi nào để làm tăng hạnh phúc của những con người sẵn sàng làm việc thiện. Một lời chỉ trích mạnh hơn đối với những người theo thuyết Thực tế "tối đa hóa sự thỏa mãn" là giả định rằng có một thang đo liên tiếp sự thỏa mãn-nỗi đau, cho phép chúng ta coi mức độ đau đớn như một "mức độ trừ" của sự thỏa mãn. Nhưng, từ góc nhìn Đạo đức, nỗi đau không thể được lấp đầy bởi sự thỏa mãn, và quan trọng hơn không nỗi đau của người nào bị vơi đi từ hạnh phúc của một người khác. Thay vì tìm hạnh phúc tuyệt đối cho số lượng người tuyệt đối, một người nên khiêm tốn hơn, đó là tìm cách tránh những nỗi đau một cách nhiều nhất có thể | ” |
| — | |   |

Thuật ngữ Chủ nghĩa thực tế bị động được giới thiệu bởi R.N.Smart trong một tiêu đề của một bức thư ông trả lời Popper. Trong thư ông cũng tranh luận rằng những nguyên lý bao gồm cả sự tìm kiếm những phương pháp nhanh nhất và ít nhất trong việc giết chết toàn bộ nhân loại.
"Chủ nghĩa Thực tế bị động tuyệt đối", trái lại, chịu đựng sự đau đớn có thể được an ủi bởi những con người có chung hoàn cảnh. "Chủ nghĩa thực tế bị động ham muốn" tránh những vấn đề của việc giết chóc với việc đề cập đến những ham muốn mà việc giết chóc sẽ phá hủy nó, trong khi nó vẫn cần một lời giải thích cho việc tạo ra những cá thể sống mới. Một lời giải thích hợp lý là việc giảm mức độ trung bình của sự thất vọng trong các ham muốn.
Một số nhà tư tưởng khác thấy Chủ nghĩa thực tế bị động như một nhánh của Chủ nghĩa thực tế hưởng lạc hiện đại, một học thuyết ủng hộ việc tránh những nỗi đau hơn là việc tìm kiếm hạnh phúc. Mức độ của nỗi đau về khía cạnh đạo đức có thể tăng lên từ việc sử dụng một thang đo "cảm thông" của người theo Chủ nghĩa thực tế, để mà kết quả là tương tự như kết quả trong "Chủ nghĩa ưu tiên"("prioritarianism"). Những đại diện bi quan của Chủ nghĩa thực tế bị động là các trường phái Phật giáo.

### Chủ nghĩa thực tế động lực
"Chủ nghĩa thực tế động lực" được giới thiệu lần đầu tiên bởi Robert Merrihew Adams vào năm 1976. Trong khi "Chủ nghĩa thực tế hành động" yêu cầu chúng ta đưa ra những hành động bằng cách tính toán hành động nào có thể tối đa hóa những lợi ích và "Chủ nghĩa thực tế nguyên tắc" yêu cầu chúng ta thực hiện theo những nguyên tắc đã được chấp nhận để tối đa hóa những lợi ích, thì Chủ nghĩa thực tế động lực "Có những sự tính toán thực tế dùng để lựa chọn những động lực và khuynh hướng tùy theo kết quả hạnh phúc của họ, và những động lực và khuynh hướng đó sau đó ảnh hưởng đến những lựa chọn hành động của chúng ta."
Những cuộc tranh luận cho việc thay đổi đến các hình thức của Chủ nghĩa thực tế động lực ở mức độ cá nhân có thể được xem như sự phản chiếu những cuộc tranh luận cho việc thay đổi đến các hình thức của Chủ nghĩa thực tế nguyên tắc ở cấp độ xã hội. Adams đề cập đến quan điểm của Sidgwick rằng "Hạnh phúc(chung hay của từng cá nhân) dường như có thể đạt được tốt hơn nếu mức độ mà chúng ta hướng đến một cách có ý thức được giới hạn một cách cẩn thận." Cố gắng ứng dụng những phép tính lợi ích vào mỗi hay từng trường hợp dường như dẫn tới một kết quả không khả thi nhất. Thực hiện nghiêm theo những nguyên tắc đã có ở cấp độ xã hội và khuyến khích những động lực phù hợp ở cấp độ cá nhân thì, vì vậy nó bị tranh cãi, dường như đạt được một kết quả tổng thể tốt hơn thậm chí nếu trong trường hợp cá nhân có những hành động sai khi được đánh giá dựa theo tiêu chuẩn của Chủ nghĩa thực tế hành động.
Adams mô tả học thuyết của ông bằng cách kể một câu chuyện hư cấu về Jack, một người yêu nghệ thuật, viếng thăm thánh đường Chartres. Jack bị lôi cuốn khi thấy, rất rõ ràng, mọi thứ trong thánh đường. Tuy nhiên, cũng có một vài thứ, bản thân chúng, không thu hút anh ấy nhiều. Nếu theo những nguyên tắc của những người theo Chủ nghĩa thực tế hành động, anh ấy lẽ ra nên bỏ mặc chúng. Dành nhiều thời gian trong thánh đường so với kế hoạch Jack dự định ban đầu làm cho Jack bỏ lỡ buổi trưa, buộc phải lái xe nhiều giờ trong đêm để về nhà, điều mà Jack rất ghét, và Jack không thể tìm được chỗ để nghỉ qua đêm. Adams tranh luận rằng Jack lẽ ra chỉ bỏ qua một số điều vô vị trong thánh đường nếu "Jack ít bị cuốn hút trong việc xem mọi thứ trong thánh đường hơn là tối đa hóa lợi ích". Và nó là đúng để giả định rằng nếu sự yêu thích của anh ấy không có sự tôn trọng đó, thì chắc chắn Jack không thể vui khi viếng thăm thánh đường Chartres."
Adams kết luận rằng "hành động đúng, theo tiêu chuẩn của những người theo Chủ nghĩa thực tế hành động, và động lực đúng, theo tiêu chuẩn của những người theo Chủ nghĩa thực tế mềm dẻo, là không thể đi đôi với nhau trong một số trường hợp." Kết luận này bị bác bỏ bởi Fred Feldman khi ông tranh cãi rằng "những tranh cãi từ các kết quả về các vấn đề cần được xem xét của các công thức còn thiếu sót của những nhà tư tưởng theo Chủ nghĩa thực tế; động lực không đóng vai trò quan trọng trong nó...(và)... những tranh cãi tương tự cũng sẽ xuất hiện thạm chí khi Chủ nghĩa thực tế động lực không được xét tới và chỉ áp dụng Chủ nghĩa thực tế hành động." Thay vào đó, Feldman đề xuất một biến thể của Chủ nghĩa thực tế hành động, cái mà không có sự mâu thuẫn với Chủ nghĩa thực tế động lực.

## Phê bình
Vì Chủ nghĩa thực tế không phải là một học thuyết đơn lẻ mà có một loạt những học thuyết lien quan đã phát triển trên 200 năm, nên những lời chỉ trích có thể được thực hiện từ nhiều lý do và mục đích khác nhau.

### Loại bỏ công lý
Như Rosen đã chỉ ra, tuyên bố rằng những người theo Chủ nghĩa thực tế hành động mà không quan tâm đến việc có những luật là để tạo ra một "kẻ bù nhìn". Tương tự, Hare đề cập rằng "Các bức tranh biếm họa của Chủ nghĩa thực tế hành động là những mô tả duy nhất mà nhiều nhà triết học dường như hiểu rõ." Theo những gì Bentham nói về những điều xấu xa thứ 2(second order evils) thì thật là sai lầm nghiêm trọng khi nói rằng Bentham và những nhà tư tưởng theo Chủ nghĩa thực tế hành động sẵn sàng trừng phạt một người vô tội cho những điều tốt đẹp hơn. Tuy nhiên, dù cho họ có đồng ý hay không, đây là những điều mà các nhà phê bình Chủ nghĩa thực tế nêu lên gắn liền với học thuyết. Một bài phê bình theo phong cách cổ được viết bởi H. J. McCloskey:
| “ | Giả định rằng một viên cảnh sát đối diện với lựa chọn phải ngụy tạo bằng chứng cho người da đen tội cưỡng bức, điều mà có thể dấy lên lòng căm hận đối với người da đen(một người da đen luôn bị thành kiến rằng có tội mặc dù người cảnh sát biết rằng người này là vô tội) và vì vậy ngăn chặn những cuộc bạo loạn nghiêm trọng chống lại người da đen, những cuộc bạo loạn này sẽ dẫn đến chết người và gia tăng lòng hận thù giữa người da trắng và người da đen – hay nói đúng hơn là những cuộc thanh trừng đẫm máu nhằm vào những kẻ có tội và vì vậy dấy lên các phong trào chống đối người da đen, trong khi làm điều tốt nhất người cảnh sát có thể để ngăn chặn những thảm kịch này. Trong trường hợp này, viên cảnh sát, nếu là một người theo chủ nghĩa thực tế "vượt mức"("hành động"), sẽ ngụy tạo bằng chứng phạm tội cho người da đen đó. | ” |

Theo những người thuộc Chủ nghĩa thực tế "vượt mức", McCloskey đề cập đến việc phát triển học thuyết này trở thành Chủ nghĩa thực tế "hành động". Trong khi câu chuyện này có thể được dẫn như một phần của việc chứng minh cho việc chuyển đổi từ Chủ nghĩa thực tế hành động sang Chủ nghĩa thực tế nguyên tắc, McCloskey dự đoán điều này và chỉ ra rằng mỗi nguyên tắc đã được chứng minh tính hữu ích của nó. Thật không chính xác khi nói một nguyên tắc với những ngoại lệ không có nhiều tính hữu ích. Câu chuyện trên đây có thể trả lời rằng viên cảnh sát sẽ không ngụy tạo bằng chứng chống lại người vô tội vì nguyên tắc "không được làm hại người vô tội"; nó cũng có thể trả lời rằng những vấn đề này cần phải được giải quyết, và những cuộc chống đối có thể có những lợi ích về mặt lâu dài bằng cách thu hút sự chú ý và vì vậy giải quyết tình trạnh phân biệt chủng tộc. Tuy nhiên, McCloskey hỏi, thế còn Luật "làm hại một người vô tội khi và chỉ khi làm như vậy là không làm suy yếu bộ máy luật pháp và khi kết quả của việc làm này là có giá trị"?

Trong một bài báo sau đó, McCloskey nói:
| “ | Chắc chắn những người theo Chủ nghĩa thực tế buộc phải thừa nhận rằng dù cho thực tế của vấn đề có thể là gì, nó là hoàn toàn hợp lý để có một hệ thống luật pháp "không công bằng" – ví dụ, một hệ thống bao gồm những hình phạt cho tập thể, những luật và hình phạt mang tính chất cổ xưa, hay bao gồm những hình phạt cho cha mẹ và những người liên quan đến kẻ phạm tội - có thể hữu dụng hơn một hệ thống luật pháp "công bằng"? | ” |

### Hệ quả được dự đoán trước
Một vài người tranh luận rằng không thể thực hiện những sự tính toán mà Chủ nghĩa thực tế đưa ra vì kết quả vốn không thể biết trước được. Daniel Dennett mô tả điều này như là hiệu ứng "hòn đảo 3 dặm"("Three Mile Island").. Dennett chỉ ra rằng không chỉ không thể nói rằng một giá trị rõ ràng là ngẫu nhiên, mà còn không thể biết được liệu, cuối cùng, sự sắp sụp đổ diễn ra là điều tốt hay xấu. Ông cho rằng nó sẽ là một điều tốt nếu những người điều hành nhà máy được học những bài học về cách ngăn chặn những sự cố nghiêm trọng trong tương lai.
Russell Hardin không đồng tình với quan điểm này. Ông tranh luận rằng có thể phân biệt được những động cơ đạo đức của Chủ nghĩa thực tế(định nghĩa điều đúng đắn là điều tạo ra một kết quả tốt và khuyến khích mọi người thực hiện điều này) với khả năng của chúng ta để ứng dụng một cách hợp lý những nguyên tắc mang tính lý trí trong những điều khác "phụ thuộc vào điều kiện thực tế của các trường hợp và tình trạng tâm lý của những con người đạo đức cụ thể." Dù cho tình trạng tâm lý có những giới hạn nhất định và có thể thay đổi không có nghĩa là điều kiện thực tế có thể bị loại bỏ. "Nếu chúng ta phát triển một hệ thống tốt hơn dành cho việc xác định các mối quan hệ nhân quả liên quan đến nhau để mà chúng ta có thể lựa chọn những hành động tạo ra một cách tốt hơn những mục đích mà chúng ta đã dự định, thì tình trạng tâm lý không thay đổi theo vì vậy chúng ta buộc phải thay đổi những nguyên tắc đạo đức của mình. Động cơ của Chủ nghĩa thực tế là không thay đổi, nhưng quyết định của chúng ta lệ thuộc vào nó là một bí ẩn đối với kiến thức của chúng ta và sự lý giải của khoa học."

Từ lúc bắt đầu, Chủ nghĩa thực tế đã nhận ra rằng sự chắc chắn trong vấn đề này là không thể đạt được và cả Bentham và Mill đều cho rằng cần phải dựa vào khuynh hướng của hành động để tìm ra các kết quả. G. E. Moore viết trong năm 1903 rằng:
| “ | Chúng ta chắc chắn không thể hy vọng hoàn toàn vào việc so sánh kết quả của họ nhưng có thể so sánh trong một khoảng thời gian nhất định; và tất cả các cuộc tranh luận, về vấn đề Đạo đức, và về những hành động của chúng ta trong cuộc sống hằng ngày, hướng đến việc chứng minh một hành động là tối ưu hơn những hành động khác, bị(ngoại trừ những giáo điều Thần học) hạn chế để chỉ ra những ưu điểm khả thi ngay lập tức... Một quy luật Đạo đức, về mặt bản chất, không phải là những định luật khoa học, mà là những dự đoán khoa học: và những dự đoán khoa học luôn luôn chỉ mang tính "có thể", dù cho sự "có thể" đó là rất lớn. | ” |

### Những mục tiêu khó khăn
Chủ nghĩa thực tế hành động không chỉ yêu cầu làm những điều để tối đa hóa lợi ích, mà còn thực hiện một cách vô tư không thiên vị. Mill nói, "Khi giữa hạnh phúc của bản thân một người và những người khác, Chủ nghĩa thực tế yêu cầu người đó công bằng tuyệt đối như một người ngoài cuộc vô tư và nhân từ." Các nhà phê bình nói rằng những yêu cầu phối hợp này tạo ra một Chủ nghĩa thực tế vô lý. Hạnh phúc của một người xa lạ được cho là quan trọng cũng như hạnh phúc của những người bạn, gia đình và bản thân của một người. "Điều làm cho những yêu cầu này trở nên không thể chấp nhận được là số lượng khổng lồ những người xa lạ trong nhu cầu giúp đỡ to lớn và sự hy sinh mãi mãi cho những người xa lạ này." Như Shelly Kagan từng nói, "Gửi những thông số của thế giới thực tế, không có những câu hỏi tối đa hóa những điều tốt sẽ yêu cầu một cuộc sống khó khăn, tự phủ nhận bản thân, và nghiêm khắc... nói rõ hơn là, một cuộc sống dành cho những điều tốt đẹp là một cuộc sống khắc khổ."
Hooker mô tả hai khía cạnh của vấn đề: Chủ nghĩa thực tế hành động yêu cầu một sự hy sinh lớn lao từ những người tốt hơn và cũng yêu cầu sự hy sinh lòng tốt của một người thậm chí khi tổng hợp của tất cả những điều tốt sẽ chỉ tăng một chút. Một cách khác của việc nhấn mạnh những lời chỉ trích là nói rằng trong Chủ nghĩa thực tế, "sẽ không có việc được hy sinh bản thân một cách đạo đức đặt lên trên nghĩa vụ của bản thân." Mill rất rõ ràng trong điều này, "Một sự hy sinh không tăng, hay hướng đến sự gia tăng, tổng hạnh phúc của nhân loại, nó được xem như là một sự hy sinh vô ích."
Một cách để đối phó với vấn đề là chấp nhận những khó khăn của nó. Đay là cách nghĩ của Peter Singer, người nói rằng: "Không có gì phải nghi ngờ rằng chúng ta thích giúp đỡ những người bên cạnh chúng ta một cách vô tư. Ít người có thể đứng nhìn và không làm gì khi một đứa trẻ sắp chết đuối; nhưng nhiều người hoàn toàn vô tâm trước những cái chết có thể cứu được của những đứa trẻ tại Châu Phi hay Ấn Độ. Tuy nhiên, câu hỏi không phải là những gì chúng ta thường làm, mà là những gì chúng ta nên làm, và rất khó để thấy những biện minh đạo đức đáng tin cậy nào cho các quan điểm mà khoảng cách, hay các thành viên trong cộng đồng, tạo nên một sự khác biệt đáng kể trong nghĩa vụ của chúng ta."
Những người khác tranh luận rằng một học thuyết đạo đức đi ngược quá xa so với những niềm tin đạo đức hằn sâu trong bản thân chúng ta buộc phải bị từ chối hoặc sửa đổi. Có rất nhiều nỗ lực khác nhau để sửa đổi Chủ nghĩa thực tế để giải thoát nó khỏi những yêu cầu dường như không thể chấp nhận được của nó. Một trong số đó thực hiện loại bỏ những yêu cầu về tính hữu ích được tối đa hóa. Trong tác phẩm "Chủ nghĩa hệ quả thỏa mãn"("Satisficing Consequentialism"), Michael Slote tranh luận cho một hình thức của Chủ nghĩa thực tế "một hành động có thể gọi là hành động đạo đức đúng đắn nếu nó có đủ những kết quả tốt, dù cho những kết quả tốt hơn có thể được tạo ra." Một điểm mới của hệ thống này là nó có thể chứa một quan niệm quan trọng về những hành động thái quá.
Samuel Scheffler tiếp cận ở một góc độ khác và sửa đổi yêu cầu cho rằng mọi người được đối xử như nhau. Trong thực tế, Scheffler đề cập rằng "Có những quyền lợi đặc biệt cho một số người trung tâm" để mà khi những lợi ích chung đang được tính toán, chúng ta được phép xem một số mong muốn của một số người là quan trọng hơn những người khác. Kagan cho rằng quá trình này có thể được chứng minh một cách cơ bản rằng "Một yêu cầu chung về việc ủng hộ những điều tốt đẹp sẽ thiếu các nền tảng động lực cụ thể cho những yêu cầu đạo đức thực tế" và, thứ hai, sự tự do của cá nhân là cần thiết cho những cam kết và những mối quan hệ cá nhân gần gũi và "giá trị của những lời cam kết này tạo ra một lý do tích cực cho việc bảo vệ những học thuyết đạo đức ít nhất là một vài sự tự do mang tính đạo đức cho quan điểm cá nhân."
Tuy nhiên, Robert Goodin lại tiếp cận ở một góc độ khác và tranh luận rằng "Những mục tiêu khó khăn" có thể bị "giảm tính khắc nghiệt" bằng cách xem Chủ nghĩa thực tế như một cẩm nang hướng dẫn cho những chính sách xã hội hơn là một quy định về đạo đức cá nhân. Ông cho rằng nhiều vấn đề xuất hiện dưới những khuôn mẫu truyền thống vì những nhà tư tưởng Chủ nghĩa thực tế có lương tâm luôn hướng đến việc bù đắp những khiếm khuyết của người khác và vì vậy góp phần to lớn cho sự chia sẻ công bằng của họ.
Harsanyi tranh luận rằng "các mục tiêu này" đã bỏ qua thực tế rằng "Con người gắn chặt những lợi ích to lớn đến tự do từ những nghĩa vụ đạo đức quá nặng nề... hầu hết mọi người sẽ thích một xã hội với những tiêu chuần đạo đức tương đối thoải mái, và sẽ cảm thấy xã hội này sẽ đạt tới những đẳng cấp cao hơn về lợi ích trung bình thậm chí nếu việc ứng dụng những tiêu chuẩn đạo đức này dẫn tới một vài sự thiếu sót về thành tựu kinh tế và văn hóa(sự thiếu sót này trong mức có thể chấp nhận được). Điều này có nghĩa là Chủ nghĩa thực tế, nếu như giải thích một cách đúng đắn, sẽ tạo ra những tiêu chuẩn đạo đức với những thái độ phù hợp thấp hơn rất nhiều so với những cấp độ đạo đức hoàn hảo, tạo ra nhiều cơ hội cho những "hành động thái quá" vượt qua những tiêu chuẩn trung bình này."

### Lợi ích tổng hợp
Mục tiêu "Chủ nghĩa thực tế không phân biệt rạch ròi những con người khác nhau" trở nên phổ biến vào năm 1971 với tác phẩm "A Theory of Justice" của John Rawls. Khái niệm này cũng quan trọng trong việc bác bỏ quyền bảo vệ động vật của Richard Ryder trong Chủ nghĩa thực tế, khi ông nói về "ranh giới của mỗi cá nhân", thông qua đó không một nỗi đau hay sự thỏa mãn nào được bỏ qua. Tuy nhiên, một mục tiêu tương tự được chú ý vào năm 1970 bởi Thomas Nagel(ông tuyên bố rằng Chủ nghĩa hệ quả(consequentialism) "xem xét những ham muốn, nhu cầu, sự thỏa mãn và sự không thỏa mãn của những con người riêng biệt là khác biệt"), và thậm chí trước đó, David Gauthier, người viết rằng Chủ nghĩa thực tế giả định rằng "nhân loại là một siêu – nhân, sự thỏa mãn to lớn nhất của họ là mục tiêu của những hành động đạo đức... Nhưng điều này là vô lý. Mỗi cá nhân có những ham muốn riêng, không phải là nhân loại có ham muốn; Mỗi cá nhân tìm kiếm sự thỏa mãn cho mình, không phải là nhân loại tìm kiếm sự thỏa mãn. Sự thỏa mãn của một người không phải là thành phần của sự thỏa mãn to lớn." Vì vậy, sự tổng hợp của những lợi ích trở nên vô ích khi mà cả nỗi đau và niềm hạnh phúc là nhân tố cấu thành và không thể bị chia cắt của việc nhận thức các cảm giác, biến những nhiệm vụ tổng hợp tất cả những niềm hạnh phúc đa dạng của nhiều người trở thành một việc bất khả thi.
Một lời đáp trả đối với sự chỉ trích này là chỉ ra rằng trong khi dường như để giải quyết một vài vấn đề thì nó làm nảy sinh những vấn đề khác. Một cách cảm tính, chúng ta thấy rằng có rất nhiều trường hợp mọi người muốn lấy số đông trong trường hợp này. Như Alastair Norcross đã nói, "giả sử rằng Homer phải đối mặt với những lựa chọn đau đớn giữa việc cứu Barney từ một ngôi nhà cháy hay việc cứu cả Moe và Apu từ ngôi nhà... rõ ràng, sẽ tốt hơn nếu Homer quyết định chọn lựa cứu nhiều người hơn, và nó chắc chắn đúng vì số người được cứu là nhiều hơn... Có bất kì ai thật sự xem xét vấn đề một cách thành thực nghiêm túc dám tuyên bố là mình tin rằng sẽ tệ hơn nếu một người chết hơn là toàn bộ nhân loại trên vũ trụ sẽ bị hủy hoại? Chắc chắn là không."
Chúng ta có thể duy trì sự khác biệt giữa những con người ngay cả khi vẫn xem xét việc tổng hợp các lợi ích, nếu chúng ta chấp nhận rằng con người biết đồng cảm. Quan điểm này được ủng hộ bởi Iain King, người cho rằng cơ sở tiến hóa của sự đồng cảm có nghĩa là con người có thể cảm nhận được sự thỏa mãn của những cá nhân khác, nhưng chỉ ở mức cơ bản một người – một người, "Vì chúng ta chỉ có thể cảm nhận suy nghĩ của một người khác tại một thời điểm." King dùng cái nhìn sâu sắc này để điều chỉnh Chủ nghĩa thực tế, và nó có thể giúp dung hòa triết học Bentham với vấn đề nghĩa vụ và đạo đức.
Triết gia John Taurek cũng tranh luận rằng ý tưởng cộng các hạnh phúc và sự thỏa mãn trên toàn bộ con người là hoàn toàn khó hiểu và tổng số người trong một tình huống là không liên quan về mặt đạo đức. Những quan ngại chủ yếu của Taurek đến từ điều này: Chúng ta không thể giải thích ý nghĩa của việc nói rằng mọi chuyện sẽ tệ hơn gấp 5 lần nếu 5 người chết so với chỉ 1 người chết. "Tôi không thể đưa ra một lời giải thích thỏa đáng về ý nghĩa của những kết luận như vậy," Ông viết(trang 304). Ông tranh luận rằng mỗi người có thể chỉ đánh mất hạnh phúc hay sự thỏa mãn cho một người. Không có chuyện mất mát gấp 5 lần hạnh phúc hay sự thỏa mãn khi có năm người chết: Ai sẽ cảm thấy niềm hạnh phúc hay sự thỏa mãn này? "Sự mất mát bên trong của mỗi người có ảnh hưởng như nhau đối với tôi, chỉ như mất mát đối với riêng người đó. Vì, bởi giả thuyết, Tôi có một sự quan tâm như nhau đối với mỗi người trong hoàn cảnh đó, Tôi sẽ san sẻ nỗi đau cho mỗi người như nhau"(trang 307). Parfit những người khác  đã phê bình những bài viết của Taurek, và nó tiếp túc được thảo luận.

### Tính toán sự hữu ích là tự tạo nên sự thất bại
Những lời chỉ trích ban đầu, được tuyên bố bởi Mill, cho rằng nếu ta dành thời gian để tính toán phương án hành động tốt nhất thì dường như cơ hội để thực hiện phương án tốt nhất đã trôi qua. Mill trả lời rằng có dư dả thời gian để chúng ta tính toán những kết quả có thể xảy ra:
| “ | ...Cụ thể là, Trong suốt lịch sử của loài người. Trong thời gian đó, con người đã được học bằng kinh nghiệm khuynh hướng của hành động; cùng lúc trải nghiệm sự kiên nhẫn, đạo đức trong cuộc sống, một cách độc lập... Nó là một quan điểm lạ khi cho rằng sự thừa nhận của nguyên tắc thứ nhất là không phù hợp với sự chấp nhận của nguyên tắc thứ hai. Để thông báo một người khách du lịch quan tâm điểm đến cuối cùng của mình, không phải là ngăn cấm việc sử dụng các cột hiệu và những bảng chỉ đường trên đường đi. Những tuyên bố rằng hạnh phúc là mục tiêu và mục đích của đạo đức, không có nghĩa là không có con đường được xây dựng đến mục tiêu đó, hay không có nghĩa là người đi đến đó không nên được khuyên để chọn lấy một hướng đi so với các hướng đi khác. Mọi người nên thực sự dừng nói một cách vô nghĩa về những chủ đề này, điều mà họ sẽ không nói đến hoặc nghe về nó trong các nỗi lo lắng về các vấn đề khác. | ” |

Gần đây, Hardin có cùng quan điểm đó. "Thật là đáng xấu hổ cho một triết gia nếu như họ đã từng xem vấn đề này quá nghiêm túc. Những vấn đề tương tự trong các vấn đề khác được cho là không quan trọng với những trí tuệ vĩ đại. Lord Devlin chú ý rằng, 'nếu một người có lý trí làm việc "theo nghĩa vụ"("work to rule") khi chỉ đọc những điểm mà anh ta có trách nhiệm thực hiện, nền thương mại và hành chính của đất nước sẽ trở nên trì trệ.'"
Những quan điểm này thậm chí dẫn những người theo Chủ nghĩa thực tế hành động tin tưởng vào "Quy tắc ngón tay cái", như Smart đã gọi.

### Phê bình của Karl Marx
Karl Marx, trong tác phẩm Das Kapital, viết:
Thậm chí không loại trừ các triết gia của chúng ta,Christian Wolff, có những ý kiến chất phác bình thường nhất từng được đánh giá cao một cách vô cùng tự mãn trong mọi quốc gia và xuyên suốt lịch sử. Nguyên tắc chính của "sự hữu ích" không phải là khám phá của Bentham. Bentham chỉ đơn giản là viết lại nó theo cách kém hấp dẫn của ông ta từ những gì Helvétius và các triết gia Pháp khác đã làm một cách tuyệt vời vào thế kỉ 18. Bản chất của nó không thể được suy luận từ nguyên tắc chính của "sự hữu ích". Ứng dụng điều này vào con người, Bentham, người quy tất cả hành động và phong trào cũng như mối quan hệ.... của con người theo nguyên lý của sự hữu ích, buộc phải giải quyết trước những vấn đề thuộc bản chất tự nhiên của con người và sau đó là tính tình của con người được thay đổi qua các thời kì lịch sử.

Bentham chỉ làm được một phần nhỏ công việc này. Với sự ngây thơ khô khan nhất, ông xem những người bán hàng, đặc biệt những người bán hàng tại Anh, như những người bình thường. Bất cứ những gì là hữu dụng đối với người đàn ông bình thường "bất thường" này, và đối với thế giới của ông, là chắc chắn hữu dụng. Thước đo này, sau đó, được ông áp dụng vào cả quá khứ, hiện tại và tương lai. Thiên Chúa giáo, ví dụ, là "hữu dụng", "vì nó ngăn cấm trong các điều Luật của nó những lỗi lầm tương tự có trong điều Luật của luật pháp." Phê bình nghệ thuật là "gây hại", vì nó làm rối loạn những con người giá trị trong sự thưởng thức của họ đối với tác phẩm của Martin Tupper, .... Những điều vô giá trị có những điều thú vị, theo phương châm của Bentham, "những dòng viết bừa[không ngày nào không viết]", tạo ra một "núi sách".

### Chỉ trích theo chủ nghĩa nhân vị của John Paul II
Đức giáo hoàng John Paul II, theo quan điểm từ chủ nghĩa nhân vị của ông, tranh luận rằng sự nguy hiểm của Chủ nghĩa vị lợi là nó hướng tới việc làm cho con người, cũng như bất kì sự vật nào khác, trở nên hữu dụng. "Chủ nghĩa vị lợi", ông viết, "là một nền văn minh của sản xuất và sử dụng, nền văn minh của đồ vật chứ không phải con người, một nền văn minh mà con người được dùng cùng một cách như bất kì đồ vật nào khác được sử dụng."

## Những quan điểm khác

### Hạnh phúc trung bình và hạnh phúc tổng thể
Trong tác phẩm "The Methods of Ethics", Henry Sidgwick nói, "Có phải chúng ta đang tìm cách tối đa hóa hạnh phúc trung bình hay hạnh phúc tổng thể?" Ông chú ý rằng khía cạnh của câu hỏi đã được bỏ qua và tự trả lời cho chính nó bằng cách nói những gì được tối đa hóa là số lượng trung bình được nhân lên bởi số lượng người đang sống. Ông cũng lập luận rằng, nếu "hạnh phúc trung bình mọi người có không giảm, Chủ nghĩa thực tế khuyên chúng ta tăng số lượng người được hưởng hạnh phúc lên cao nhất có thể." Quan điểm này cũng sớm được phát hiện bởi Paley. Ông chú ý rằng, mặc dù ông nói rằng hạnh phúc cộng đồng, "Hạnh phúc của mọi người được xây dựng trên hạnh phúc của từng cá nhân; và số lượng hạnh phúc chỉ có thể được tăng lên chỉ khi số người hiểu biết tăng lên, hay sự thỏa mãn về sự hiểu biết của họ" và nếu trong một số trường hợp đặc biệt, ví dụ như là nô lệ, được loại trừ thì số lượng hạnh phúc sẽ tương ứng với số lượng người. Kết quả là, "sự suy giảm dân số là điều tồi tệ nhất một quốc gia có thể gánh chịu; và sự cải thiện nó là là mục tiêu, tất cả các quốc gia, nên hướng tới hơn so với bất kì mục tiêu chính trị nào khác." Gần đây nhất, một quan điểm tương tự đã được nhấn mạnh bởi Smart, người tranh luận rằng tất cả mọi vật là công bằng trong vũ trụ với hai triệu con người hạnh phúc là tốt hơn so với một hành tinh chỉ có một triệu con người hạnh phúc.
Since Sidgwick đưa ra một câu hỏi nó đã được xem xét một cách chi tiết và các triết gia đã tranh luận rằng việc ứng dụng hạnh phúc tổng thể hay hạnh phúc trung bình có thể dẫn tới một kết quả gây tranh cãi. Theo Derek Parfit, ứng dụng hạnh phúc tổng thể sẽ dẫn đến những kết quả phản cảm, từ đó một số lượng lớn người với sự hữu ích rất thấp nhưng không quá thiếu có thể được xem là tốt hơn so với một số lượng người nhỏ hơn nhưng sống trong hạnh phúc lớn. Nói cách khác, dựa theo thuyết này, một điều tốt là làm sao cho nhiều người nhất có thể được hưởng hạnh phúc.
Trái lại, việc tính toán sự hữu ích cho cộng đồng dựa trên sự hữu ích trung bình của cộng đồng đó tránh được những kết quả không mong muốn của Parfit nhưng lại gặp phải những vấn đề khác. Ví dụ, mang một người được hưởng hạnh phúc trung bình vào một thế giới rất hạnh phúc sẽ được xem như là một hành động sai. Bên cạnh điều này, học thuyết này cũng ngụ ý rằng sẽ là điều tốt nếu loại bỏ tất cả những người có hạnh phúc dưới mức trung bình, vì điều này sẽ tăng hạnh phúc trung bình lên.
William Shaw cho rằng vấn đề có thể được tránh nếu có sự phân biệt giữa những người tiềm năng, người không cần quan tâm đến chúng ta, và những người thực tế trong tương lai, người nên quan tâm đến chúng ta. Ông nói, "Chủ nghĩa thực tế đánh giá hạnh phúc của mọi người, không phải hạnh phúc của từng cá nhân. Như vậy, một người không buộc phải có nghĩa vụ để có con. Tuy nhiên, nếu chúng ta quyết định có một đứa con, thì chúng ta có nghĩa vụ tạo cho nó một cuộc sống hạnh phúc nhất có thể."

### Động cơ, kế hoạch và hành động
Chủ nghĩa thực tế luôn đánh giá sự đúng và sai của một hành động chỉ bởi quan tâm đến kết quả của hành động đó. Bentham phân biệt rất rõ ràng "động cơ" và "kế hoạch" và nói rằng "động cơ" thì không tốt hay xấu nhưng được cho như là khuynh hướng của nó có thể tạo ra sự hài lòng hay hạnh phúc. Ông cũng thêm rằng, "Từ những động cơ khác nhau có thể tạo ra những hành động tốt, xấu và những hành động không tốt không xấu." Mill cũng đưa ra một quan điểm tương tự  và nói rõ rằng "Động cơ không quyết định tính chất đúng sai của hành động, mặc dù quyết định nhiều đến giá trị của con người. Người cứu một sinh vật sống khỏi chết đuối làm những điều đúng đắn, dù cho động cơ của anh ta là do nghĩa vụ, hay do hy vọng được đền ơn."
Tuy nhiên, với "kế hoạch" thì tình huống sẽ phức tạp hơn. Trong một chú thích in trong tập hai của tác phẩm Utilitarianism, Mill nói: "Đạo đức của một hành động phụ thuộc hoàn toàn vào kế hoạch-đó là những gì mà một người muốn làm." Ở một nơi khác, ông nói "Kế hoạch, và động cơ, là hai điều hoàn toàn khác nhau. Nhưng kế hoạch là việc dự đoán kết quả có thể xảy ra, điều sẽ quyết định tính chất đúng sai của một hành động".
Sự diễn giải chính xác những chú thích của Mill là một vấn đề của nhiều cuộc tranh luận. Sự khó khăn chính của việc diễn giải là cố gắng giải thích tại sao "kế hoạch" đóng một vai trò quan trọng trong việc đánh giá giá trị đạo đức của một hành động còn "động cơ" thì không, khi kết quả là một vấn đề cần quan tâm. Một cách giải thích có thể chấp nhận được là "bao gồm việc giả định rằng 'đạo đức' của một hành động là một điều, có thể là đáng trọng hay đáng khinh đối với một người, và đúng đắn hay sai lầm với người khác." Jonathan Dancy chối bỏ việc giải thích những điều cơ bản cho rằng Mill cố gắng làm cho "kế hoạch" gắn với việc đánh giá hành động chứ không phải đánh giá con người.
Một cách giải thích khác của Roger Crisp xuất phát từ một định nghĩa của Mill trong tác phẩm "A System of Logic", Mill viết trong tác phẩm rằng "Một kế hoạch tạo ra một kết quả, là một chuyện; kết quả được tạo ra trong những hệ quả của một kế hoạch lại là một chuyện khác; hai điều đó góp phần tạo nên các hành động." Theo đó, ta có thể hiểu rằng, trong khi hai hành động có thể giống nhau bề ngoài nhưng họ sẽ khác nhau nếu họ có những "kế hoạch" khác nhau. Dancy chú ý thêm rằng điều này không giải thích "kế hoạch" dùng để đánh giá đạo đức còn "động cơ" thì không.
Một cách giải thích thứ ba là một hành động có thể được xem xét như một hành động phức tạp bao gồm nhiều phần và "kế hoạch" quyết định các phần này được cho là một phần của hành động. Mặc dù cách giải thích này được ủng hộ bởi Dancy, nhưng ông thấy rằng điều này có thể không phải là quan điểm đúng của Mill, vì Mill "thậm chí không cho phép 'p & q' nhấn mạnh một mệnh đề phức tạp. Ông viết trong tác phẩm System of Logic I iv. 3, về 'Caesar thì chết và Brutus thì sống', rằng 'chúng ta cũng có thể gọi một con đường là một ngôi nhà phức tạp giống như gọi 2 mệnh đề là một mệnh đề phức tạp'." Cuối cùng, trong khi động cơ không đóng vai trò quyết định tính đúng sai của một hành động, điều này không ngăn cản những người theo chủ nghĩa thực tế khuyến khích những động cơ mà nếu có nó sẽ là gia tăng tổng hạnh phúc.

## Ứng dụng trong những vấn đề đặc biệt

### Động vật

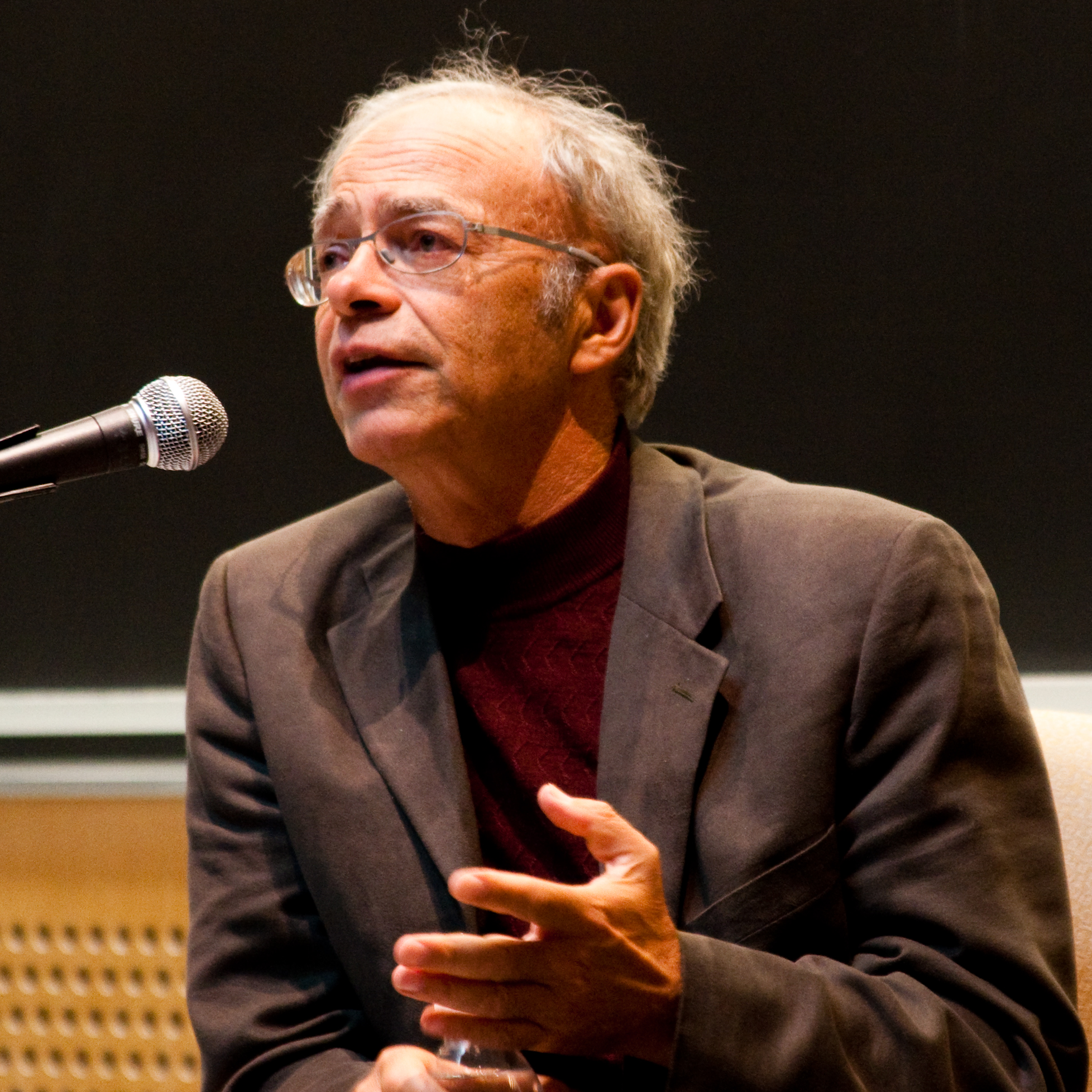
Peter Singer

Trong tác phẩm "An Introduction to the Principles of Morals and Legislation", Bentham viết "Câu hỏi không phải là, Chúng ta có thể lý luận không?" Hay Chúng ta có thể nói không? Mà là Chúng ta có thể chịu đựng được không? Sự phân biệt của Mill giữa sự hài lòng cao hơn và thấp hơn có thể hiểu rằng ông tạo cho con người một địa vị cao hơn nhưng trong tác phẩm "The Methods of Ethics", triết gia Henry Sidgwick nói "Chúng ta cần có sự quan tâm đúng mức "ai" được bao hàm trong khái niệm "tất cả", hạnh phúc của họ buộc phải được quan tâm. Chúng ta sẽ mở rộng sự quan tâm của chúng ta đến tất cả các sinh vật sống, những loài cảm nhận được sự đau đớn và thỏa mãn, bị ảnh hưởng bởi cách hành xử của chúng ta? Hay chúng ta chỉ gói gọn sự quan tâm đó trong loài người? Quan điểm đầu tiên được ủng hộ bởi Bentham và Mill, và (tôi tin rằng) tất cả trường phái Chủ nghĩa thực tế đều ủng hộ như vậy: và thật sự rõ ràng dựa vào tính chung của vũ trụ cái mà tạo nên những nguyên tắc đầu tiên của Chủ nghĩa thực tế... thì thật vô lý và bất công để mà loại bỏ cách nghĩ đó, như chúng ta đã biết về nó, sự hài lòng của tất cả các sinh vật sống."
Ngoài ra, Bản thân John Stuart Mill, trong tác phẩm Whewell on Moral Philosophy, bảo vệ cho sự vận động của Bentham về quyền của động vật, gọi nó là "Một dự đoán cao quý", và viết: thực tế một hành động gây đau đớn nhiều hơn cho động vật so với việc tạo nên sự thỏa mãn cho con người; thì hành động đó đúng hay sai? Và liệu, chính xác trong bao nhiêu phần con người đã thoát ra khỏi sự ích kỉ của mình, họ không trả lời rằng điều đó là "vô đạo đức" với tư cách một con người, để cho tính đạo đức trong các nguyên tắc của sự hữu ích bị phản đối mãi mãi." 
Triết gia theo Chủ nghĩa thực tế Peter Singer và nhiều nhà hoạt động vì quyền của động vật tiếp tục tranh luận rằng hạnh phúc của tất cả các sinh vật sống nên được quan tâm một cách nghiêm túc. Singer cho rằng các quyền được thảo luận dựa vào cấp độ nhận thức của một sinh vật sống, không quan tâm đến chủng loại của chúng. Ông thêm rằng con người hướng đến việc trở thành người cực đoan trong việc xem xét các loài(speciesist)-phân biệt đối xử với động vật trong vấn đề đạo đức, và tranh luận rằng, đối với Chủ nghĩa thực tế, Chủ nghĩa phân biệt đối xử với Động vật hay đẳng cấp loài (speciesism) không được chứng minh như không có sự phân biệt một cách hợp lý giữa nỗi đau của con người và nỗi đau của động vật; tất cả nỗi đau cần phải được giảm thiểu. Singer viết: "Những người phân biệt đối xử (racist) vi phạm nguyên tắc về sự công bằng khi cho những niềm hạnh phúc của giống loài mình cao hơn các loài khác. Cũng như vậy, Những người phân biệt đối xử với Động vật tự cho rằng những hạnh phúc của giống loài mình đè lên những hạnh phúc lớn hơn của các loài khác. Khuôn mẫu này là giống nhau trong mỗi trường hợp... Hầu hết mọi người là những người phân biệt đối xử với Động vật."
Trong một tác phẩm viết vào năm 1990 với nhan đề "Animal Liberation", Peter Singer nói rằng ông không còn ăn thịt hào và thịt trai, vì mặc dù chúng ta nghĩ rằng các sinh vật đó không cảm nhận được sự đau đớn, nhưng chúng ta không thể biết chắc điều đó, và không quá khó để không ăn chúng(và việc lựa chọn phương pháp tốt hơn này là một nguyên tắc quan trọng của Chủ nghĩa thực tế). Quan điểm này vẫn mâu thuẫn với Thuyết môi trường(deep ecology), Thuyết này tuyên bố rằng giá trị nội tại gắn liền với tất cả hình thức của cuộc sống và thiên nhiên, bất kể nó là sinh vật sống hay không. Theo Chủ nghĩa thực tế, hình thức của cuộc sống không thể trải nghiệm bất cứ điều gì như là sự thỏa mãn hay là sự đau đớn mà các giá trị đạo đức chối bỏ, vì chúng ta không thể tăng cường hạnh phúc hay giảm những nỗi đau của một vật vô tri vô giác.
Singer viết: "Khả năng chịu đựng đau đớn và sự hưởng thụ vật chất là yếu tố tiên quyết cho lòng ham muốn, một điều kiện cần được thỏa mãn trước khi chúng ta có thể nói về lòng ham muốn trong bất kì ý nghĩa nào. Sẽ là vô nghĩa nếu nói một hòn đá bị đá dọc theo một con đường bởi một cậu bé là không có long ham muốn. Một hòn đá không có ham muốn vì nó không biết đau đớn. Chúng ta không thể làm gì để thay đổi "hạnh phúc" của nó. Một con chuột, trái lại, chắc chắn có một ham muốn là không bị hành hạ, vì nó sẽ đau đớn nếu nó bị như vậy. Nếu một sinh vật sống chịu đựng đau đớn, thì không có một chứng minh mang tính đạo đức nào có thể từ chối việc quan tâm đến nỗi đau đó. Bất kể bản chất của vật chịu đau đớn là gì, nguyên tắc của sự công bằng yêu cầu những nỗi đau đớn nên được đánh giá ngang nhau-trong một chừng mực so sánh đơn giản giữa các loài với nhau. Nếu một vật không cảm nhận được đau đớn hay không biết hạnh phúc, nó sẽ không được xem xét trong trường hợp này."
Vì vậy, giá trị đạo đức của các sinh vật đơn bào, cũng như một vài sinh vật đa bào, và thực thể tự nhiên như một con sông, chỉ là những lợi ích đối với những sinh vật sống cao cấp. Tương tự, Chủ nghĩa thực tế không tạo ra những giá trị quan trọng trực tiếp vào "sự đa dạng sinh học"("biodiversity"), mặc dù những lợi ích mà sự "sự đa dạng sinh học" mang lại cho những sinh vật sống cao cấp có thể mang ý nghĩa rằng, đối với Chủ nghĩa thực tế, "đa dạng sinh học" nên được bảo tồn. Trong tiểu luận của John Stuart Mill có nhan đề "On Nature" ông tranh luận rằng hạnh phúc của những động vật hoang đã được xem xét khi đưa ra những phán quyết của người theo Chủ nghĩa thực tế. Tyler Cowen tranh luận rằng, nếu mỗi con vật là những vật mang lại lợi ích, vì vậy chúng ta nên xem xét giới hạn trong việc săn mồi của động vật ăn thịt với con mồi của chúng: "Một cách tối thiểu, chúng ta nên giới hạn mức độ thịt cung cấp hiện tại cho các loài ăn thịt."

### Sự nghèo đói
Một bài báo trong một tạp chí Mỹ về kinh tế đã nêu lên vấn đề về đạo đức của Chủ nghĩa vị lợi trong vấn đề phân phối lại của cải. Tạp chí tuyên bố rằng việc đánh thuế người giàu là cách tốt nhất để gửi số tiền xứng đáng mà người giàu có thể nhận. Điều này nói rằng tiền tạo ra lợi ích cho hầu hết mọi người bằng cách đóp góp cho các hoạt động của Chính phủ. Nhiều triết gia của Chủ nghĩa vị lợi, bao gồm Peter Singer và Toby Ord, tranh luận rằng những cư dân cụ thể của một quốc gia phát triển có nghĩa vụ giúp đỡ sự nghèo đói trên khắp thế giới, ví dụ bằng cách thường xuyên đóng góp tiền cho quỹ từ thiện.
Peter Singer, ví dụ, tranh luận rằng việc đóng góp tiền của mình cho hoạt động từ thiện có thể giúp cứu sống hay chữa trị bênh tật cho những người nghèo, điều này là một cách sử dụng tiền tốt hơn khi nó giúp cho những người khốn khó có cuộc sống hạnh phúc hơn so với việc số tiền đó mang lại cho những người khá giả. Tuy nhiên, Singer không chỉ nói rằng một người nên đóng góp một số tiền đáng kể của mình vào hoạt động từ thiện, mà còn nói rằng nên đóng góp cho những tổ chức từ thiện đúng nghĩa để mang lại nhiều điều tốt đẹp nhất với chất lượng cao nhất, phù hợp với suy nghĩ của những người theo Chủ nghĩa vị lợi. Ý kiến của Singer đã góp phần hình thành nên những nguyên tắc cơ bản của Chủ nghĩa vị tha hiệu quả(effective altruist) thời hiện đại.